# Lista de equívocos comuns
Esta é uma lista de equívocos comuns, tais como mitos populares ou interpretações errôneas de fatos. Cada item comunica uma correção e não o fato errôneo em si. Esta lista é feita para ser concisa, porém mais detalhes podem ser encontrados nos respectivos artigos.

## Arte e cultura

### Comida e culinária

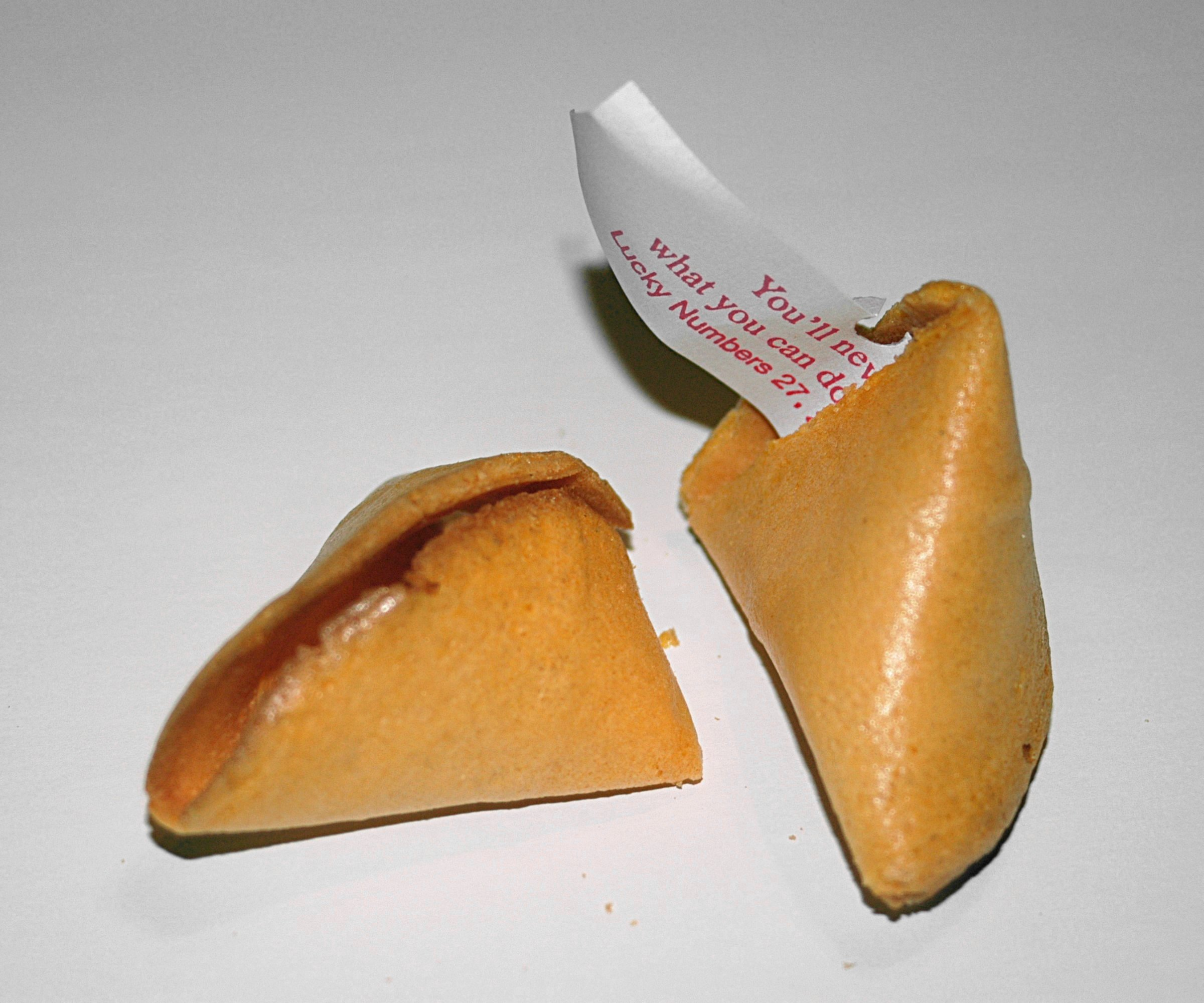
Biscoitos da sorte são associados à culinária chinesa, mas na verdade foram inventados no Japão, e raramente são comidos na China, onde são vistos como parte da cultura americana.

- Tostar a carne não sela a umidade nela contida. Na realidade, a prática causa perda de umidade em comparação a um pedaço de carne equivalente cozinhado por outro método e é realizada por proporcionar uma caramelização na superfície do alimento e melhorar seu sabor através da reação de Maillard.[3][4]
- Não há evidência de que glutamato monossódico (MSG) provoca exacerbação de enxaqueca ou outros sintomas do chamado síndrome do restaurante chinês. Apesar de haver relatos de uma porção da população sensível a MSG, isto não foi comprovado em testes controlados por placebo.[5][6]
- Twinkies (bolinhos americanos de marca popular) têm um tempo de prateleira de aproximadamente 45 dias[7] (25 na sua fórmula original)—bem menos do que diz o mito popular (e de certa forma humorístico) de que os Twinkies continuam válidos por décadas.[8] Eles geralmente ficam apenas de 7 a 10 dias à venda.[9]
- Biscoitos da sorte, apesar de serem associados à culinária chinesa, foram inventados no Japão e introduzidos nos Estados Unidos por imigrantes japoneses.[1] Eles são muito raros na China, onde são vistos como um símbolo da culinária americana.[2]
- Lendas urbanas sobre balas e frutas envenenadas que estranhos dão a crianças foram "minuciosamente refutadas". Nunca se provou nenhum caso de adultos matando, machucando ou adoecendo crianças dessa maneira. A preocupação a respeito de balas envenenadas pode ter-se originado de um caso de 1974 em que um pai matou seu próprio filho dando-lhe uma bala com cianeto no Halloween.[10]
- Com a exceção de alguns perecíveis, a maioria dos alimentos continua comestível por bastante tempo após o seu prazo de validade.[11][12]
- As sementes não são a parte mais ardente da pimenta. Na realidade, as sementes das pimentas contêm uma quantidade baixa de capsaicina, o componente que causa a sensação de ardência nos mamíferos. A maior concentração do componente é no tecido placental ao qual as sementes estão ligadas.[13]

#### Fornos de micro-ondas
- Fornos de micro-ondas não esquentam alimentos operando numa ressonância especial de moléculas de água na comida. O princípio funcional de um micro-ondas é o aquecimento dielétrico, e não ressonâncias de frequência de água. Eles podem operar a várias frequências diferentes e as moléculas de água são expostas a campos eletromagnéticos intensos em micro-ondas fortes e não ressonantes para criar o calor. A frequência ressonante de 22 GHz das moléculas de água isoladas tem um comprimento de onda muito curto para penetrar alimentos comuns a profundidades consideráveis. A frequência típica de 2,45 GHz foi escolhida em parte por conta de sua habilidade de penetrar um alimento de tamanho razoável e em parte para evitar interferência com frequências de comunicação que eram utilizadas quando os fornos de micro-ondas foram lançados no mercado.[14]
- Fornos de micro-ondas não cozinham alimentos de dentro para fora. Fornos de 2,45 GHz podem penetrar a aproximadamente 1 centimeter (0,39 in) na maioria dos alimentos. As porções internas dos alimentos mais grossos são esquentadas principalmente pelo calor conduzido das porções externas.[15][16]

### Lei, crime e forças armadas

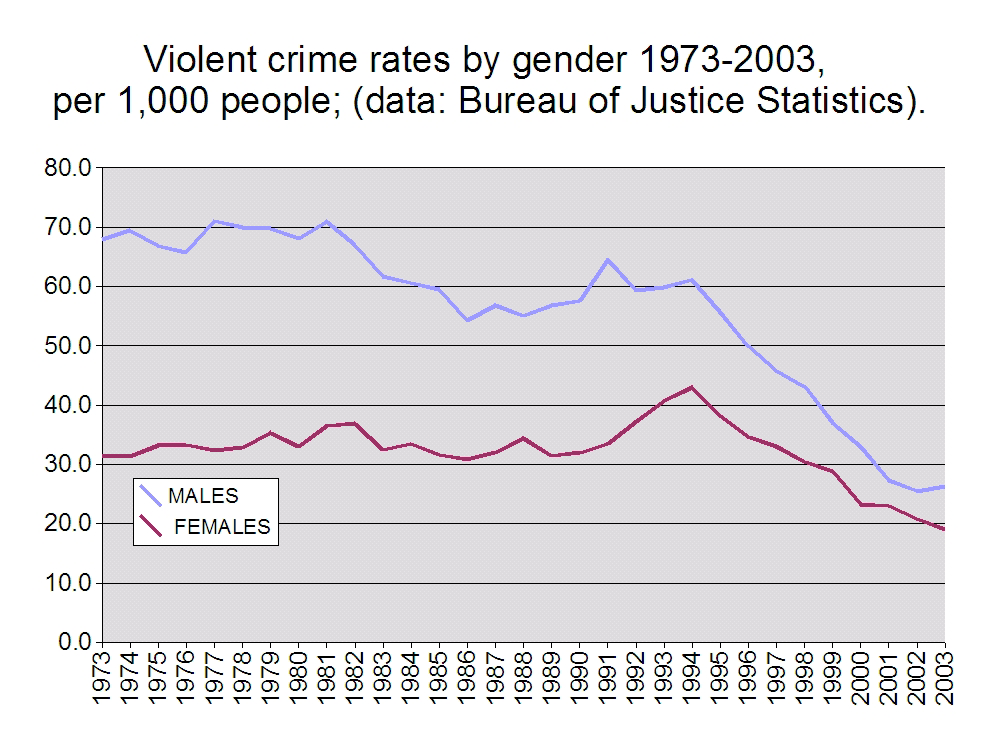
Os índices de crimes violentos nos Estados Unidos têm decaído nas últimas décadas

- Raramente é necessário esperar 24 horas para relatar um caso de uma pessoa desaparecida. Nos casos em que há evidência de violência ou de um desaparecimento incomum, as agências policiais dos Estados Unidos enfatizam a importância de começar as investigações o quanto antes.[17] O site do governo britânico diz, em letras garrafais, "Você não precisa esperar 24 horas para entrar em contato com a polícia."[18]
- Twinkies não foram citados como a causa dos homicídios do prefeito de São Francisco George Moscone e o supervisor Harvey Milk. Durante o seu julgamento, a defesa de Dan White provou com sucesso que ele era semi-inimputável em razão de sua depressão profunda. O hábito de comer Twinkies foi citado como evidência para esta depressão, mas nunca descrito como a causa dos assassinatos. Apesar disso, muitos acreditam que os advogados de White alegaram que os Twinkies foram a causa dos crimes.[19]
- As Forças Armadas dos Estados Unidos, em geral, proíbem o alistamento militar como uma opção para condenados evitarem o encarceramento desde a década de 1980. Os protocolos da Marinha desencorajam a prática, enquanto os outros quatro ramos têm regulamentos específicos contra ela.[20][21]
- Leis de curso forçado nos Estados Unidos não afirmam que uma pessoa, empresa ou organização deve aceitar dinheiro como forma de pagamento.[22][23][24]
- Enviar um documento para si mesmo por correio não proporciona nenhuma proteção adicional de direitos autorais nos Estados Unidos[25] ou no Reino Unido.[26]
- Policiais americanos não são obrigados a se identificarem como tal em operações secretas ou disfarçadas e podem mentir.[27] Alegar entrapment (cilada legal) como defesa foca na possibilidade do réu ter sido pressionado indevidamente (mediante, por exemplo, ameaças ou enganação) a cometer crimes que ele não cometeria de outra forma.[28]
- Crimes violentos nos Estados Unidos diminuíram entre 1993 e 2017. A taxa caiu 49% nesse período,[29] "mas a maioria dos americanos acredita que o número de crimes relacionados a armas de fogo aumentou".[30]
- A Primeira Emenda à Constituição dos Estados Unidos, em geral, previne restrições às liberdades religiosa, de expressão, de imprensa, de reunião e de petição,[31] mas não restrições impostas por indivíduos, empresas ou organizações privadas,[32] a menos que eles estejam representando o governo.[33] Outras leis limitam a habilidade de empresas e indivíduos privados de restringir a expressão alheia.[34]
- Os proponentes dos direitos dos animais não desejam conceder aos animais não-humanos os mesmos direitos legais dos seres humanos, como o direito ao voto.[35][36] Eles defendem que os animais tenham direitos equivalentes aos seus interesses. Por exemplo, hominídeos não-humanos não têm interesse em votar, portanto não há porque terem o direito ao voto, mas eles têm interesse em viver, portanto devem usufruir do direito à vida.[37][38]

### Música
- "Edelweiss" não é o hino nacional da Áustria, mas sim uma composição original criada para o musical The Sound of Music.[39] O hino nacional da Áustria é "Land der Berge, Land am Strome" ("Terra das montanhas,  terra sobre o rio").[40]
- A melodia de "Twinkle, Twinkle, Little Star" e outras canções não foi composta por Wolfgang Amadeus Mozart quando ele tinha cinco anos; ela já era uma melodia francesa popular décadas antes. No entanto, Mozart compôs diversas variações dela aos seus 25 ou 26 anos.[41]
- No seu sucesso de 1981, "In the Air Tonight", Phil Collins não canta sobre ver alguém se afogar e confrontar a pessoa na plateia que deixou isso acontecer.[42]
- Mozart não era austríaco. Durante a sua vida, Salzburgo não era parte do Arquiducado da Áustria, mas sim um Estado soberano chamado Arcebispado de Salzburgo. Salzburgo foi anexado pelo Império Austríaco em 1805, catorze anos após a morte de Mozart. À época, a palavra "austríaco" poderia se referir ao Arquiducado da Áustria, ao Círculo Austríaco ou à Monarquia de Habsburgo, nenhum dos quais incluía Salzburgo, que era parte do Círculo da Baviera.[43][44]
- A composição solo de piano Mariage d'amour, de Paul de Senneville, é frequentemente atribuída a Frédéric Chopin, George Davidson ou Richard Clayderman, e erroneamente chamada de "Valsa de Primavera", mesmo não sendo uma valsa.[45]
- O minueto em G maior de Christian Petzold é comumente atribuído a Johann Sebastian Bach, mas, na década de 1970, a composição foi identificada como um movimento oriundo de uma suíte de cravo de Petzold. A atribuição errônea deriva do Pequeno Livro de Anna Magdalena Bach, um livro de partitura escrito por vários compositores que inclui o minueto.[46][47][48][49]
- Desde a morte de Mozart, surgiram rumores de que ele teria sido envenenado pelo seu colega Antonio Salieri. Foi provado que essa alegação é falsa pois os sinais de doença que Mozart demonstrou não indicavam envenenamento.[50] Um fator que contribui para a sobrevivência desse mito[51] é o celebrado filme Amadeus, de 1984, em que Salieri afirma ter matado Mozart.

### Religião

#### Budismo
- O Buda histórico não era obeso. A figura do "Buda gordo" ou "Buda alegre" é, na verdade, um herói folclórico chinês do século X conhecido como Budai. Na cultura budista chinesa, Budai é venerado e considerado a encarnação de Maitreya, o Bodisatva que restaurará o budismo quando os ensinamentos de Sidarta Gautama forem esquecidos.[52]

#### Judaísmo

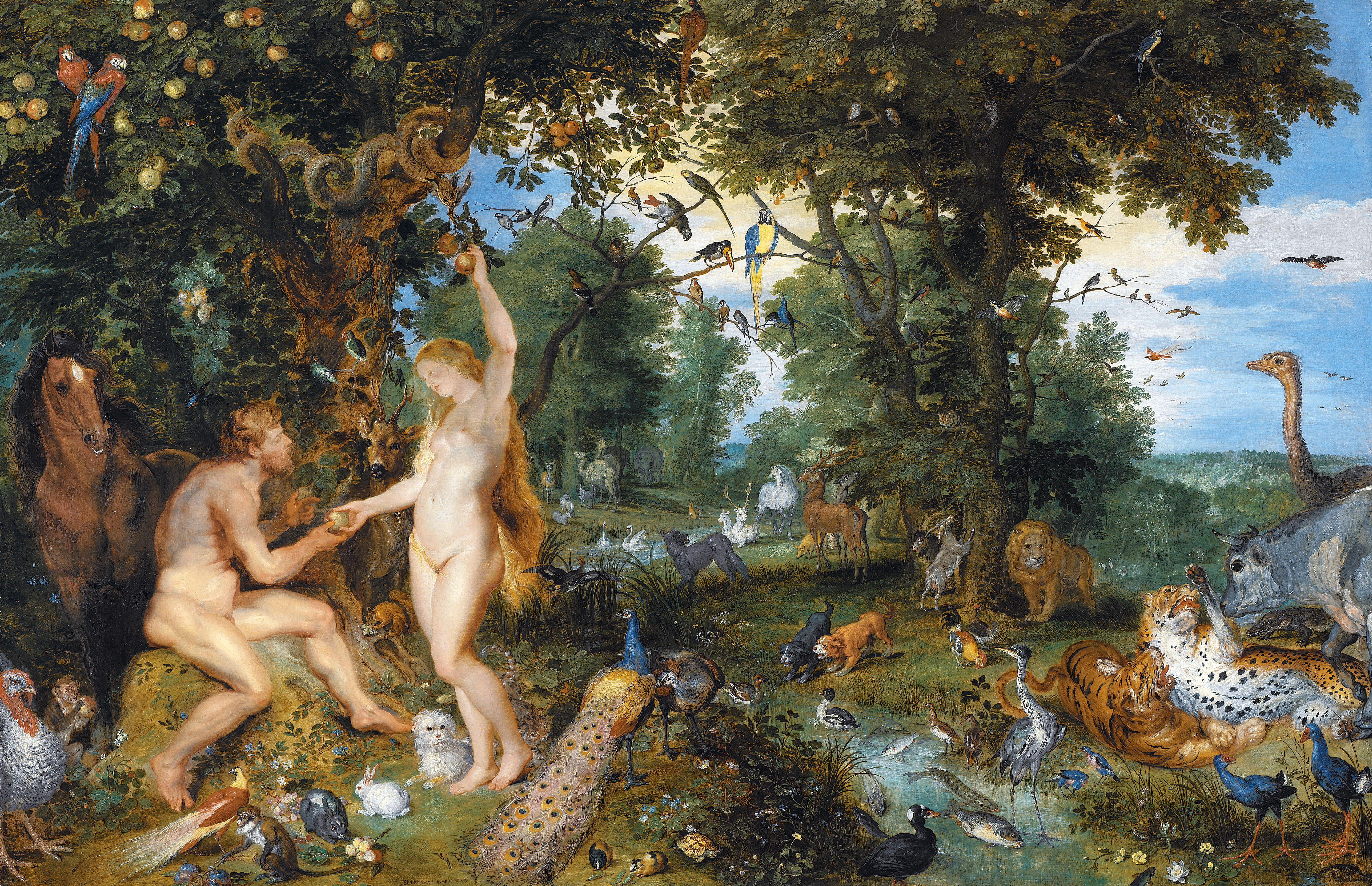
Apesar de ser frequentemente retratada como uma maçã, a fruta no Jardim do Éden não é especificada como tal no Gênesis.

- O fruto proibido mencionado no Gênesis não é identificado como uma maçã,[53] apesar de ser frequentemente retratado como tal na arte ocidental. Os textos hebraicos originais mencionam apenas árvore e fruto. As primeiras traduções ao latim utilizavam a palavra mali, que pode significar tanto "mal" como "maçã", dependendo da duração do A (curta ou longa), ainda que a quantidade vocálica já havia desaparecido do latim falado à época. Nas línguas germânicas mais antigas, a palavra "maçã" e seus cognatos geralmente significavam apenas "fruta". A partir do século XII, artistas alemães e franceses começaram a retratar o fruto como uma maçã, e a Areopagitica de John Milton (1644) também identifica o fruto como uma maçã.[54] Acadêmicos judeus já sugeriram que a fruta pode ter sido uma uva, um figo, trigo, um damasco ou um etrog.[55]
- Apesar delas serem proibidas pelo Levítico, ter tatuagens não impede alguém de ser enterrado num cemitério judeu. O mesmo se aplica a qualquer outra violação ou descumprimento das leis descritas nas escrituras.[56]

#### Cristianismo
- A Bíblia não especifica que exatamente três magos foram visitar o menino Jesus, que eles eram reis, que viajavam em camelos, nem que seus nomes eram Gaspar, Belchior e Baltasar. Os textos dizem que magos (no plural) trouxeram três presentes, mas é provável que tenham sido muito mais do que três magos e que havia uma caravana os acompanhando em sua viagem. Os retratos artísticos da natividade desde o século III quase sempre retratam Três Reis Magos.[57] A associação a reis se origina da tentativa de ligar a visita às profecias do Livro de Isaías.[58] A Bíblia também não diz que a visita aconteceu na noite do nascimento de Jesus; é especificado um intervalo máximo de dois anos entre o nascimento e a visita (Mateus 2:16), além de que os retratos e a proximidade das datas tradicionais de 25 de dezembro e 6 de janeiro encorajam a presunção popular de que a visita aconteceu na época do nascimento, mas segundo tradições posteriores pode ter ocorrido até dois anos depois.

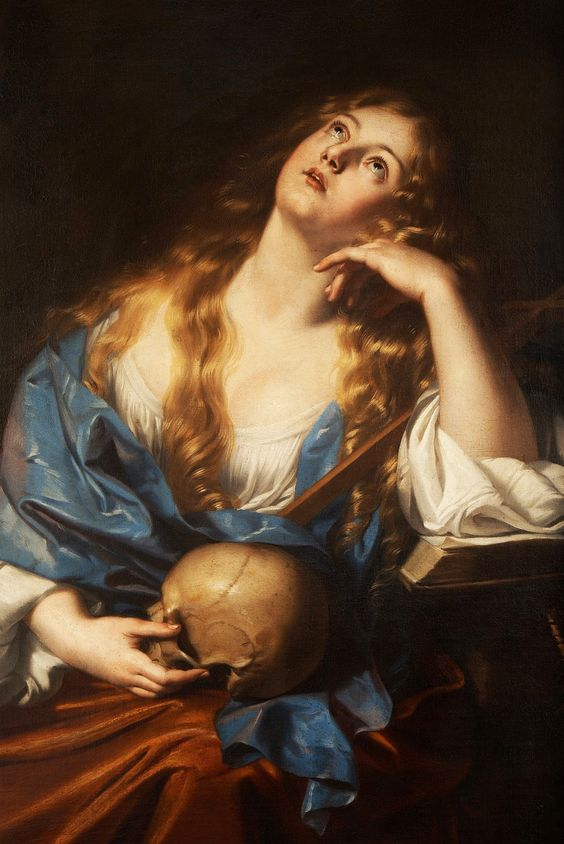
Não há nenhuma evidência bíblica ou histórica que indique que Maria Madalena foi uma prostituta.

- A ideia de que Maria Madalena era uma prostituta antes de conhecer Jesus não é encontrada na Bíblia nem em nenhuma outra das primeiras escrituras cristãs. O erro provavelmente se origina de uma confusão entre Maria Madalena, Maria de Betânia (que unge os pés de Jesus em João 11:1–12) e a "pecadora" de nome não especificado que unge os pés de Jesus em Lucas 7:36–50.[59]
- Paulo de Tarso não mudou seu nome de Saulo para Paulo. Ele nasceu judeu e tinha cidadania romana herdada de seu pai, portanto tinha tanto um nome hebraico como um nome latino desde o seu nascimento. Lucas indica a coexistência dos nomes em Atos 13:19: "...Saulo, que também se chama Paulo...".[60][61]
- O termo "Imaculada Conceição" não foi criado para se referir ao nascimento virginal de Jesus e também não se refere à suposta crença no nascimento virgem de Maria, sua mãe. O termo, na realidade, denota a crença católica de que Maria não se encontrava no estado de pecado original no momento da conceição.[62]
- O dogma católico não diz que o papa é livre de pecados ou sempre infalível.[63] Desde 1870, a Igreja afirma que um ensinamento dogmático contido na revelação divina que é promulgado pelo papa (deliberadamente, e em certas circunstâncias muito específicas; geralmente chamadas ex cathedra) é livre de erros, ainda que a invocação formal da infalibilidade papal seja rara. A maioria dos teólogos afirma que canonizações se encaixam nessa categoria.[64] Com a exceção delas, a maioria dos papas recentes terminaram seu papado sem uma única invocação de infalibilidade. O dogma não afirma que o papa é incapaz de errar, mesmo quando ele fala em sua capacidade oficial.
- A Basílica de São Pedro não é a igreja matriz do Catolicismo Romano nem a residência oficial do papa.[65] Essas distinções pertencem à Arquibasílica de São João de Latrão, localizada em Roma, fora da Cidade do Vaticano, mas sobre a qual o Vaticano possui jurisdição extraterritorial.[65] Isso também quer dizer que a Basílica de São Pedro não é uma catedral no sentido literal da palavra. A basílica é, no entanto, usada como a igreja principal para muitas funções papais.[65]

#### Mormonismo
- Membros da Igreja de Jesus Cristo dos Santos dos Últimos Dias não praticam mais poligamia.[66][67][68][69] Atualmente, a Igreja Mórmon excomunga todos os membros da organização que realizam a prática.[70] No entanto, algumas seitas mórmons fundamentalistas continuam a praticar poligamia.[71][72]

#### Islã

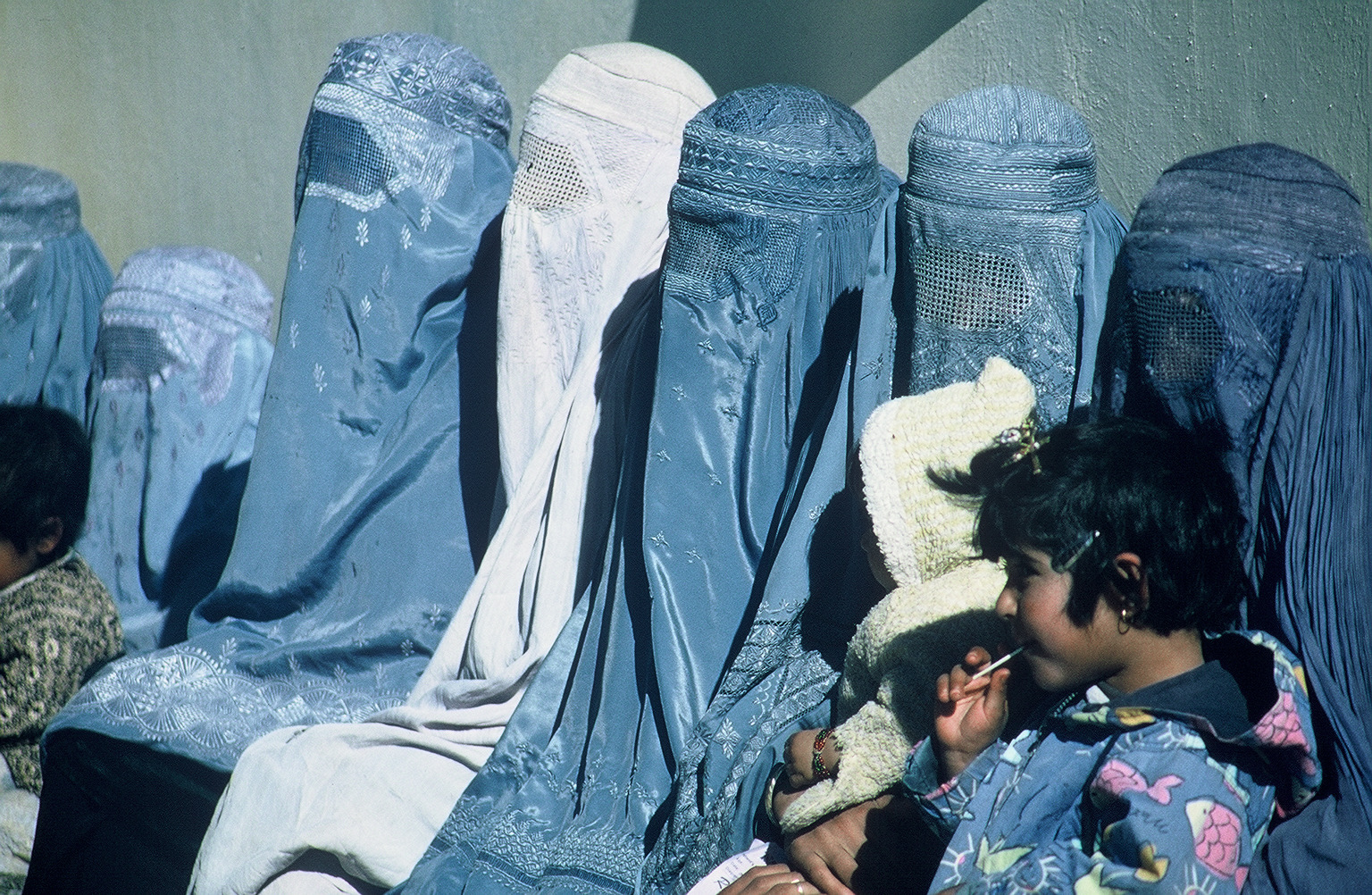
Afegãs vestidas com burcas

- A burca é uma peça de vestuário usada pelas muçulmanas, originária da Ásia central, que cobre todo o corpo, cabeça e rosto da mulher, incluindo seus olhos, com uma rede à frente deles para a mulher enxergar. Muitas vezes, o termo "burca" é usado incorretamente para se referir a outras peças de vestuário islâmicas utilizadas pelas mulheres, tal como o nicabe (que mostra os olhos) e o hijabe (que mostra o rosto inteiro mas esconde o resto do corpo, incluindo o cabelo).[73] Muitas burcas são azuis claras ou brancas, enquanto o nicabe geralmente é preto e o hijabe é um véu que pode ser de qualquer cor.
- Uma fátua é uma decisão legal não obrigatória promulgada por um acadêmico islâmico sob a lei islâmica; assim sendo, é comum que fátuas de diferentes autores entrem em conflito. O mito popular[74][75] de que a palavra significa pena de morte provavelmente deriva da fátua promulgada em 1989 pelo aiatolá Ruhollah Khomeini do Irã a respeito do autor Salman Rushdie, que segundo Khomeini havia sido sentenciado à morte por blasfêmia. Este evento fez fátuas receberem bastante atenção da mídia ocidental.[76]
- "Jihad" nem sempre quer dizer "guerra santa"; na sua tradução literal, a palavra árabe significa "luta", "contenda" ou "esforço". Apesar de realmente haver o conceito de jihad bil saif ("jihad pela espada"),[77] segundo muitos acadêmicos islâmicos modernos, a palavra sugere um esforço ou luta de natureza espiritual.[78][79] O acadêmico Louay Safi afirma que "conceitos e entendimentos errôneos a respeito da natureza da guerra e da paz no Islã são comuns tanto nas sociedades islâmicas como no Ocidente", desde antes do 11 de setembro.[80]
- O Alcorão não promete aos mártires 72 virgens no céu. São mencionadas companheiras, as chamadas houri, para todos—sejam mártires ou não—no céu, mas não é especificado nenhum número. A fonte para as "72 virgens" é o hádice em Sunan al-Tirmidhi de Imam Tirmidhi.[81][82] Os hádices são escritos que descrevem os ditos e atos do profeta Maomé de acordo com relatos de terceiros e, sendo assim, não são parte do Alcorão. Muçulmanos não precisam acreditar necessariamente em todos os hádices, especialmente os de origem duvidosa, que é o caso deste.[83] Além disso, a tradução correta deste hádice em particular é objeto de debate.[81] No entanto, na mesma coleção de hádices sunitas, julga-se o seguinte como "forte" (hasan sahih): "Há seis coisas com Alá para o mártir. Ele é perdoado com o primeiro respingo de sangue (que sofre), ele é apresentado ao paraíso, ele é protegido de punição na tumba, defendido do maior dos horrores, a coroa da dignidade é colocada sobre a sua cabeça—e suas gemas são melhores do que o mundo e o que nele há—ele casa com setenta e duas virgens entre Al-Huril-'Ayn do Paraíso, e pode interceder por setenta de seus familiares próximos."[84]

### Esporte

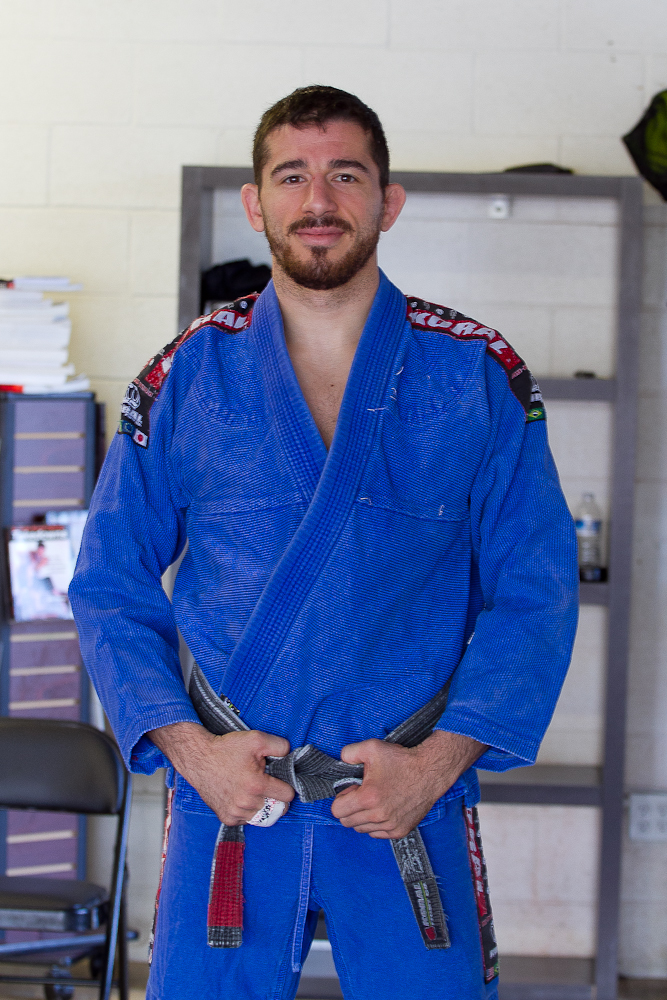
Marcos Torregrosa usando uma faixa preta com uma barra vermelha

- Abner Doubleday não inventou o beisebol. O esporte também não se originou em Cooperstown, Nova Iorque. Acredita-se que ele tenha surgido a partir de outros jogos de taco e bola como o cricket e o rounders e assumiu sua forma moderna na cidade de Nova Iorque.[85][86]
- A faixa preta não indica, necessariamente, nível de especialista ou maestria em artes marciais. Ela foi introduzida no judô, na década de 1880, para indicar competência em todas as técnicas básicas do esporte. Promoção para além do primeiro nível da faixa preta varia de acordo com a arte marcial. No judô e outras artes marciais, portadores de níveis superiores recebem, alternadamente, painéis vermelhos e brancos, e os níveis mais altos recebem faixas vermelhas sólidas.[87] Faixas de outros estilos possuem um certo número de barras douradas que indicam o dan (nível) do portador.
- O uso de bandeiras triangulares de escanteio no futebol inglês não é um privilégio reservado aos times que já venceram a Copa da Inglaterra no passado, apesar da ampla crença no contrário[88] que inspirou uma cena no filme Twin Town. As regras da Football Association não dizem nada sobre o assunto e, muitas vezes, a decisão sobre que formato de bandeira usar cabe aos groundskeepers de cada time.[89]
- A Seleção Indiana de Futebol não se afastou da Copa do Mundo FIFA de 1950 porque seu time jogava descalço, o que era contra o regulamento.[90] Na realidade, a Índia se afastou porque a Associação Indiana de Futebol (AIFF), que regia a equipe, não estava preparada o suficiente para a participação dela e deu vários motivos para o afastamento, incluindo falta de financiamento e priorização das Olimpíadas.[91] No entanto, o mito reaparece frequentemente tanto dentro como fora da Índia, sendo retratado como um fato (especialmente antes da Copa do Mundo começar).[92][93] A própria AIFF pode ter sido a fonte deste mito.[91]

### Palavras, frases e idiomas
- Alega-se, por vezes, que gírias e termos da linguagem coloquial e de dialetos, usados por falantes da língua inglesa ou outros idiomas, não são palavras reais, ainda que eles apareçam em diversos dicionários. Todas as palavras em um idioma são aceitas ao serem comumente usadas por um certo período de tempo; assim, há muitas palavras nativas que hoje não são aceitas na norma-padrão, ou consideradas como inapropriadas na fala ou escrita formal, mas a ideia de que elas não são palavras é um conceito errôneo.[94][95] Exemplos de palavras da língua inglesa que por vezes são descritas como não sendo palavras incluem irregardless,[96][97] conversate, funnest,[98] mentee, impactful e thusly,[99] todas as quais são listadas como palavras em inúmeros dicionários do idioma.[100]
- A palavra fuck ("foder") não se originou na Inglaterra anglo-saxã (século VII) na forma de um acrônimo para Fornication Under Consent of King ("Fornicação Sob Consentimento do Rei") ou For Unlawful Carnal Knowledge ("Para Conhecimento Carnal Ilegal"). Também não era escrita acima dos adúlteros nos troncos, nem era usada como um indiciamento contra membros das Forças Armadas do Reino Unido; a palavra tampouco se originou na Batalha de Azincourt (século XV) como uma corruptela de pluck yew (uma expressão falsamente atribuída aos ingleses por sacar um arco longo).[101] O inglês moderno só começou a ser falado no século XVI, e palavras como fornication e consent, de origem latina, não existiam no inglês antes da influência do anglo-normando no final do século XII. O primeiro uso registrado certo de fuck na língua inglesa ocorreu por torno de 1475 no poema "Flen flyys", onde é escrito fuccant (conjugado como se fosse um verbo latino; "fodem"). A palavra é de origem protogermânica e é um cognato com fokken (holandês), ficken (alemão) e fukka (norueguês).[102]
- A palavra crap ("bosta") não se originou do sobrenome do encanador britânico Thomas Crapper e nem o contrário, ainda que o sobrenome possa ter ajudado a popularizar a palavra.[103] O sobrenome "Crapper" é uma variação de "Cropper", que originalmente se referia a alguém que fazia a colheita em uma plantação (crop em inglês).[104][105] A palavra crap, por sua vez, vem de crappa, que em latim medieval significava "palha".[106]
- A expressão rule of thumb ("regra do polegar") não se originou de uma lei que permitia a um homem bater em sua mulher desde que usasse um graveto que não fosse maior que o seu polegar, e não há evidência de que tal lei tenha sequer existido.[107] A verdadeira origem dessa expressão é incerta, mas vários veículos da mídia relataram essa etimologia falsa, entre os quais The Washington Post (1989), CNN (1993) e a revista Time (1983).[108]
- A palavra "gringo", que descreve um estrangeiro na perspectiva dos latino-americanos, não surgiu durante a Guerra Mexicano-Americana (1846–48), a Guerra da Independência da Venezuela (1811–23), a Revolução Mexicana (1910–20) ou no Velho Oeste (c. 1865–99) na forma de uma corruptela de green grow, tal como em "Green Grow the Lilacs" (canção folclórica irlandesa) ou "Green Grow the Rushes, O" (canção folclórica inglesa) da forma que era cantada por soldados americanos ou caubóis;[109] nem durante qualquer uma dessas épocas como uma corruptela de Green, go home! ("Verde, vá para casa!"), frase falsamente descrita como proclamada por tropas americanas vestidas de verde.[110] Na sua forma original, a palavra significava apenas "estrangeiro", e é provavelmente uma corruptela da palavra espanhola griego, que significa "grego", de forma semelhante à expressão "estou falando grego?".[111]
- A palavra wop, que se refere de forma pejorativa aos italianos, não é oriunda de um acrônimo para without papers ("sem papéis") or without passport ("sem passaporte"), como se acredita,[112][113][113][114] mas sim do termo guappo (que pode ser traduzido como "ladrão"), e já estava em uso em 1908,[115][116] antes das leis imigratórias modernas.[117]
- A expressão pejorativa wetback ("costas molhadas"), que se refere a imigrantes mexicanos ilegais nos Estados Unidos, não tem nada a ver com o suor do trabalho agrícola ou nenhuma outra atividade pós-migração. Na realidade, wetback faz referência unicamente às consequências do método de imigração: atravessar o Rio Grande, o que resulta em costas molhadas.[118]
- "420" não se originou do código policial ou penal de Los Angeles para fumantes de maconha.[119] Na Califórnia, O Código Policial 420 significa "perturbação juvenil"[120] e a seção 420 do Código Penal proíbe a obstrução de acesso a terras públicas.[119][121] O uso de "420" começou em 1971 na San Rafael High School, indicando o horário, 4:20 da tarde, em que um grupo de estudantes se reunia para fumar a droga.[119]

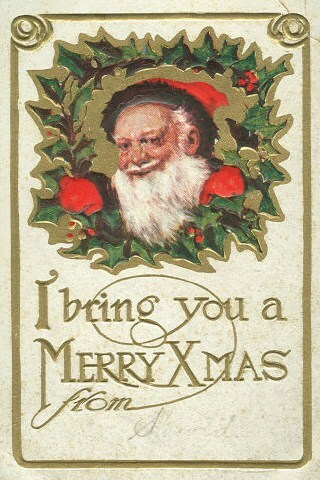
"Xmas", junto a um Papai Noel moderno, num cartão-postal de Natal (1910)

- "Xmas", forma alternativa para se referir ao Natal em inglês (sendo a forma mais comum "Christmas"), não é o resultado de um plano secular para "tirar o Christ (Cristo) de Christmas".[122] X está para a letra grega Χ (qui), a primeira letra da palavra Χριστός (Christos), que significa "Cristo" em grego.[123] O uso da palavra "Xmas" em inglês remonta ao ano 1021, quando monges na Grã-Bretanha usaram o X no lugar de "Christ" para fins de abreviação ao traduzirem manuscritos clássicos para o inglês antigo.[122] O primeiro uso registrado de 'Xmas' para "Natal" no Oxford English Dictionary data de 1551.[124]
- A pronúncia das fricativas coronais em espanhol não surgiu de uma imitação de um rei que ceceava. Segundo o que é documentado, apenas um rei espanhol, Pedro I de Castela, ceceava, e a atual pronúncia surgiu dois séculos após sua morte.[125]
- O Chevrolet Nova não foi um fracasso de vendas nos mercados latino-americanos; a General Motors não teve que renomear o carro. Ainda que no va possa significar "não vá" em espanhol, também pode significar "nova", assim como em português, e motoristas no México e na Venezuela, onde o automóvel começou a ser vendido, gostaram do produto. Não houve nenhuma razão para mudar o nome do modelo,[126] apesar de alegações do contrário.[127][128]
- As linguagens de sinais não são as mesmas no mundo inteiro. Com a exceção do pidgin Gestuno, cada país geralmente tem a sua própria linguagem de sinais e alguns têm mais do que uma. Há, no entanto, semelhanças razoáveis entre todas as linguagens de sinais.[129][130][131]
- Tribos de esquimós, como os inuítes e os aleútes, não possuem um número desproporcional de palavras que significam "neve" em seus idiomas. O mito se origina de uma interpretação equivocada de uma afirmação de Franz Boas de que os esquimós tinham diversas palavras para vários conceitos relacionados à neve; Boas observou que o mesmo também se aplicava à língua inglesa.[132][133]
- A palavra the (o artigo definido em inglês) nunca foi pronunciada ou escrita "ye" no inglês antigo ou no inglês médio.[134] A confusão, popularizada pelo termo "ye olde," deriva do uso da letra thorn (þ) em abreviações do artigo definido the, que na escrita gótica do inglês médio () se assemelhava a um Y com um E sobrescrito.[135]

## História

### Antiguidade

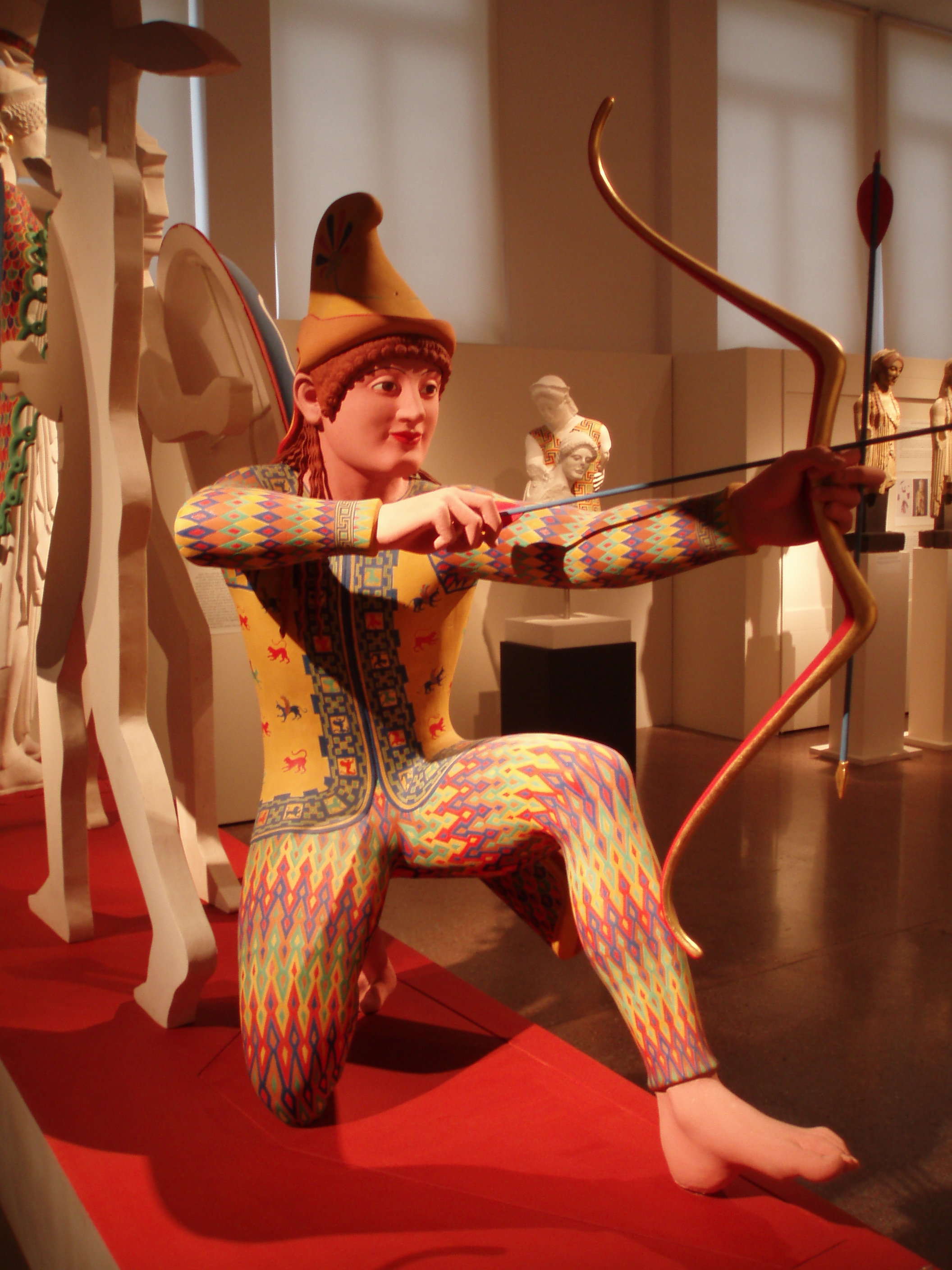
As esculturas da Grécia antiga eram pintadas em cores vibrantes.

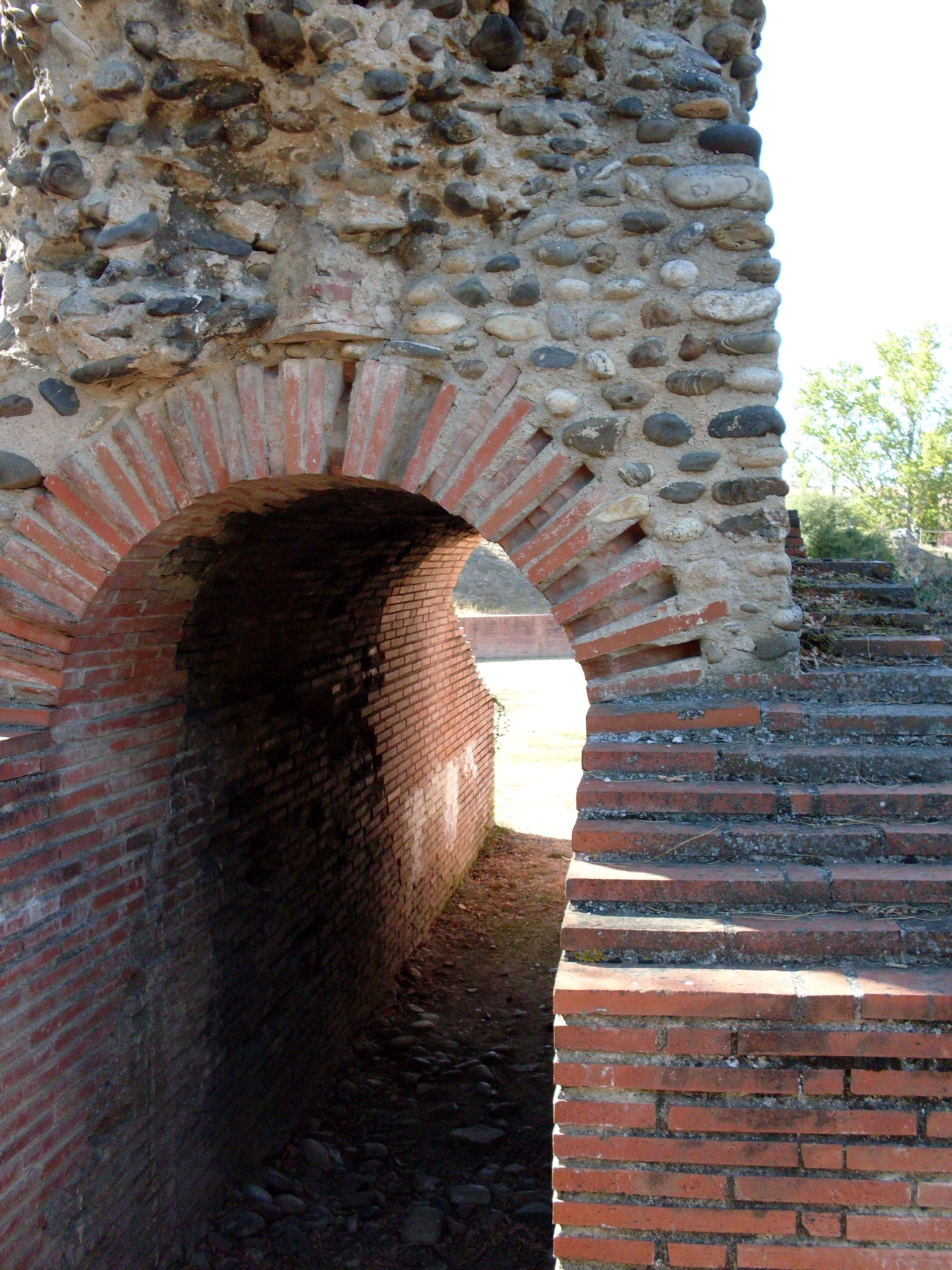
Vomitório para um anfiteatro romano em Toulouse

- As esculturas da Grécia Antiga eram coloridas, não monocromáticas. Elas só aparecem brancas ou cinzas hoje porque os pigmentos deterioraram com o tempo. Algumas estátuas bem preservadas carregam alguns traços de sua coloração original.[136][137][138]
- Os gregos antigos não usavam a palavra "idiota" para ridicularizar pessoas que não participavam da vida civil ou que não votavam. Um idiṓtēs (ἰδιώτης) era simplesmente um cidadão comum que não era um oficial do governo. Mais tarde, o termo passou a denominar qualquer tipo de leigo ou pessoa que não era especialista em um assunto, depois quem era ignorante ou inculto, e muito depois quem era estúpido ou deficiente mental.[139]
- Vomitar não era parte dos costumes alimentares dos romanos.[140] Na Roma antiga, o elemento arquitetônico conhecido como vomitório era a passagem (túnel) pela qual a multidão entrava e saía dos estádios, e não uma sala especial para regurgitar.[141]
- A morte da filósofa grega Hipátia de Alexandria nas mãos de uma multidão de monges cristãos em 415 foi, em maior parte, resultado do envolvimento dela numa disputa política entre seu aluno e amigo próximo Orestes, o prefeito romano de Alexandria, e o bispo Cirilo, e não de suas visões religiosas.[142][143] Sua morte também não teve relação alguma com a destruição da Biblioteca de Alexandria,[144] que provavelmente já havia acontecido séculos antes de Hipátia.[144]

### Idade Média e Renascimento
- É um fato que a expectativa de vida moderna é muito mais alta, seja qual for a medida, do que a da Idade Média e períodos anteriores;[145] no entanto, o termo "expectativa de vida" é comumente confundido com a idade que se espera que um adulto viva. Por causa desta confusão, pode-se presumir que um adulto, em média, não vive mais do que uma dada expectativa. Na realidade, pela probabilidade estatística, espera-se que um adulto que já evitou várias causas de mortalidade adolescente viva mais do que sua expectativa de vida calculada ao nascimento.[146] Previsões para idades específicas, em particular a expectativa de vida após a infância, podem ser bem diferentes da expectativa de vida ao nascer, especialmente em épocas pré-industriais.[146]
- Não há evidência de que os capacetes dos Vikings tinham chifres.[147] A imagem dos Vikings com capacetes de chifres deriva da cenografia de uma produção de 1876 do ciclo de óperas Der Ring des Nibelungen, de Richard Wagner.[148]
- Vikings não usavam os crânios de inimigos derrotados como recipientes para beber, ainda que usassem chifres de animais para tal. Esta noção é baseada numa tradução equivocada do uso poético de ór bjúgviðum hausa (ramos de caveiras) pelos escaldos, em referência aos chifres para beber.[149]
- Os Vikings não deram à Islândia o nome Islândia (que significa "terra do gelo") para desencorajar o povoamento da ilha. A origem do nome vem de Naddodd e Hrafna-Flóki Vilgerðarson, ambos os quais viram neve e gelo na ilha quando chegaram lá.[150] A Groenlândia, por outro lado, foi batizada como tal ("terra verde") na esperança de atrair colonos.[151][152][153]
- O Rei Canuto II da Dinamarca não ordenou que a maré se revertesse num episódio de delírio e arrogância.[154] Sua intenção naquele dia, se é que tal evento realmente ocorreu, era provar para os membros do seu concelho privado que nenhum homem é todo-poderoso, e que todos devem se curvar às forças fora de seu controle, como as marés.
- Não há evidência de que damas de ferro eram usadas para tortura e nem mesmo que foram inventadas na Idade Média. Na realidade, elas foram montadas no século XVIII a partir de diversos artefatos encontrados em museus. Elas foram, assim como vários objetos espetaculares montados da mesma forma, feitas para serem exibidas comercialmente.[155]
- A armadura de placas de aço dos soldados europeus não os impedia de se mover e nem necessitava de um guindaste para ser colocada em cima de uma sela. Os soldados tinham o costume de lutar a pé e podiam montar e desmontar da cavalgaria com facilidade. Inclusive, soldados equipados com placas de aço se moviam com mais facilidade do que aqueles que usavam cota de malha, pois a malha era mais pesada e, devido à sua natureza flexível, requeria um acolchoamento duro por baixo.[156] É um fato que as armaduras usadas em torneios no final da Idade Média eram mais pesadas que aquelas usadas na guerra,[157] o que pode ter contribuído para este conceito errôneo.
- Os historiadores modernos não sabem ao certo se cintos de castidade, dispositivos feitos para impedir mulheres de terem relações sexuais, foram de fato inventados na Idade Média. Acredita-se hoje que a maioria dos cintos de castidade conhecidos sejam fraudes ou dispositivos antimasturbatórios do século XIX e início do século XX, criados devido ao mito comum de que a masturbação podia levar à insanidade. Eles eram comprados por pais para seus filhos adolescentes.[158]

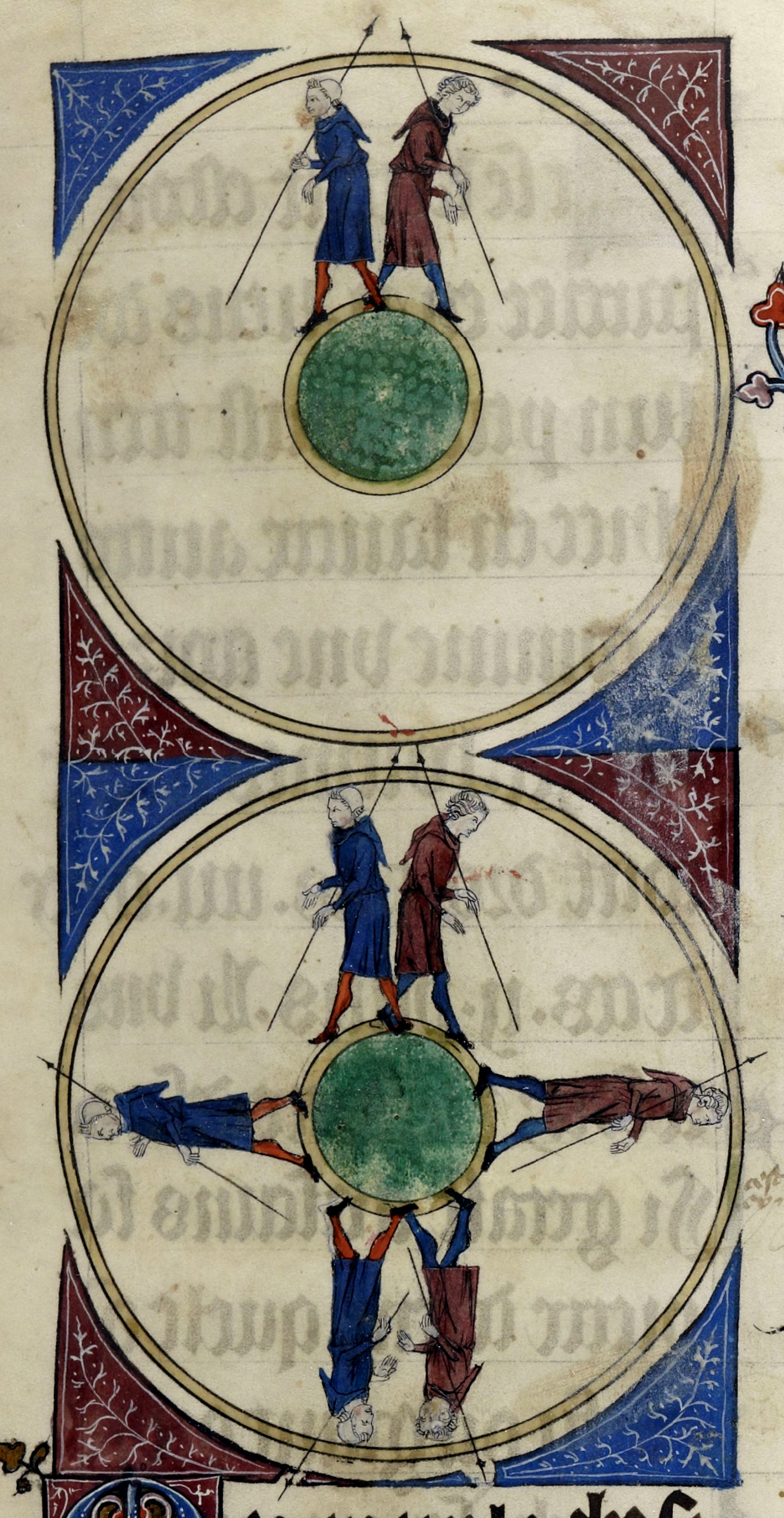
Desenho medieval de uma Terra esférica

- Europeus da Idade Média não acreditavam que a Terra era plana. Acadêmicos sabiam que a Terra era esférica desde pelo menos 500 a.C.[159] Este mito foi criado no século XVII por protestantes com o objetivo de criticar os ensinamentos católicos.[160]
  - Os esforços de Cristóvão Colombo em obter apoio para suas viagens não foram dificultados por uma crença na Terra plana, mas sim pela preocupação válida de que as Índias Orientais estavam mais distantes do que ele imaginava.[161] Na realidade, Colombo superestimou consideravelmente a circunferência da Terra em razão de dois cálculos equivocados.[162] Ele e toda a sua tripulação morreriam de fome, sede ou escorbuto se não tivessem chegado, inadvertidamente, às ilhas do Caribe na costa norte-americana.[163][164][165] O mito de que Colombo provou que a Terra era redonda foi propagado por autores como Washington Irving em Uma História da Vida e Viagens de Cristóvão Colombo.[159][166]
- Cristóvão Colombo não foi o primeiro europeu a visitar o continente americano.[167][168] Leif Erikson, e provavelmente outros Vikings antes dele, exploraram a Vinlândia, que era ou a ilha da Terra Nova, hoje parte do Canadá, ou um termo para a Terra Nova e partes da América do Norte continental. Ruínas em L'Anse aux Meadows provam que pelo menos um povoado nórdico foi construído na Terra Nova, confirmando a narrativa na Saga de Érico, o Vermelho. Colombo também não chegou a nenhuma região que hoje faz parte dos Estados Unidos da América; a maioria das descobertas que Colombo fez em suas quatro viagens, incluindo a descoberta inicial em 12 de outubro de 1492 (o aniversário que forma a base do Dia de Colombo), foram de ilhas caribenhas que hoje são independentes.
- O povo Mexica do Império Asteca não via Hernán Cortés e sua tripulação como deuses durante a conquista do império. Esta crença origina-se de Francisco López de Gómara, que nunca visitou o México e criou o mito enquanto trabalhava na Espanha para Cortés anos depois da conquista, quando Colombo já estava aposentado.[169]
- Marco Polo não importou o macarrão da China,[170] um conceito errôneo oriundo do Macaroni Journal, publicado por uma associação de indústrias alimentícias com o objetivo de promover o consumo de macarrão nos Estados Unidos.[171] Marco Polo descreve uma comida similar à lasanha em suas Viagens, mas ele usa um termo que ele já conhecia. De acordo com o boletim da Associação Nacional dos Produtores de Macarrão, Triticum durum, ou o macarrão como é conhecido hoje, foi introduzido por árabes da Líbia, durante sua conquista da Sicília no final do século IX,[172] cerca de quatro séculos antes das viagens de Marco Polo à China.
- A Inquisição não exigia a crença no geocentrismo ao invés do heliocentrismo por causa da Bíblia. O sistema Tychonico já era o principal modelo na época e havia evidências para ele, tal como a paralaxe estelar, que não foi observada antes do século XIX. Na realidade, um dos principais fatores que contribuíram para o modelo de Copérnico continuar sem ser aceito era que as evidências do heliocentrismo podiam ser explicadas pelo sistema Tychonico.[173]

### Idade Moderna
- Contrariamente à imagem popular dos Peregrinos, os primeiros habitantes da Colônia de Plymouth na América do Norte geralmente não se vestiam inteiramente de preto, e seus capotains (chapéus) eram mais curtos e mais redondos do que costumam ser retratados; não eram altos e não tinham uma faixa em volta. O seu estilo era baseado em elementos que estavam na moda no fim do período elisabetano, tais como gorgeiras. Tanto homens como mulheres usavam o mesmo estilo de sapatos, meias, capas, casacos e chapéus de várias cores, incluindo vermelho, amarelo, roxo e verde.[174] De acordo com o historiador James W. Baker, essa imagem tradicional surgiu no século XIX, quando fivelas eram uma espécie de emblema de charme e astúcia.[175][176] (No entanto, os Puritanos, que também colonizaram Massachusetts na mesma época, realmente usavam roupas todas pretas.)[177]
- As Bruxas de Salém acusadas na América do Norte não foram queimadas em estacas; cerca de 15 delas morreram na prisão, 19 foram enforcadas e uma foi esmagada até a morte.[178][179]
- Maria Antonieta não disse "que eles comam brioche" quando foi informada que os camponeses franceses estavam morrendo de fome devido à escassez de pão. A frase foi publicada pela primeira vez nas Confissões de Rosseau, quando Maria tinha apenas nove anos, e a maioria dos historiadores acredita que o próprio Rosseau inventou a frase, ou que ela foi dita por Maria Teresa, esposa de Luís XIV. Como Maria Antonieta era uma líder impopular, o povo teria atribuído essa infame frase a ela, mantendo sua reputação de fria e desconectada de seus súditos.[180]
- George Washington não tinha dentes de madeira. No entanto, sua dentição era feita de ouro, mármore de hipopótamo, chumbo, dentes de animais (incluindo de cavalos e burros),[181] e provavelmente dentes humanos comprados de escravos.[182]
- A assinatura da Declaração da Independência dos Estados Unidos não aconteceu em 4 de julho de 1776. Após o Segundo Congresso Continental votar a favor da declaração da independência em 2 de julho, a linguagem final do documento foi aprovada em 4 de julho e impressa e distribuída entre os dias 4 e 5.[183] No entanto, o documento só foi assinado no dia 2 de agosto de 1776.[184]
- Benjamin Franklin não propôs que o peru-selvagem fosse usado como símbolo dos Estados Unidos no lugar da águia-careca. Embora ele tenha participado de uma comissão que visava criar um selo comemorando a Declaração da Independência, sua proposta foi uma imagem de Moisés. Suas objeções à águia como um símbolo nacional e preferência pelo peru-selvagem foram expressadas numa carta de 1784 para sua filha em resposta ao uso da águia pela Sociedade dos Cincinnati; ele jamais expressou essa opinião publicamente.[185][186]
- Benjamin Banneker não lembrou de cabeça ou reproduziu o plano de Pierre Charles L'Enfant para a cidade de Washington, D.C., não auxiliou no planejamento ou inspeção da cidade, não implantou ou estabeleceu as localizações das fronteiras originais do Distrito de Columbia, não escreveu um dos primeiros almanaques dos Estados Unidos, não inventou um relógio e não foi uma das primeiras pessoas a registrar observações das cigarras periódicas (nome científico: Magicicada).
- Nunca houve nenhuma proposta de tornar o alemão o idioma oficial dos Estados Unidos que foi vencida por um voto na Câmara dos Representantes, nem nenhuma proposta parecida a nível estadual. No entanto, em 1794, uma petição de um grupo de imigrantes alemães para o governo publicar algumas leis em alemão foi rejeitada numa votação de 42 a 41. Esta foi a base da Lenda Muhlenberg, que deriva seu nome do então Presidente da Câmara de ascendência alemã, Frederick Muhlenberg, que se absteve dessa votação.[187][188][189]

### Idade Contemporânea

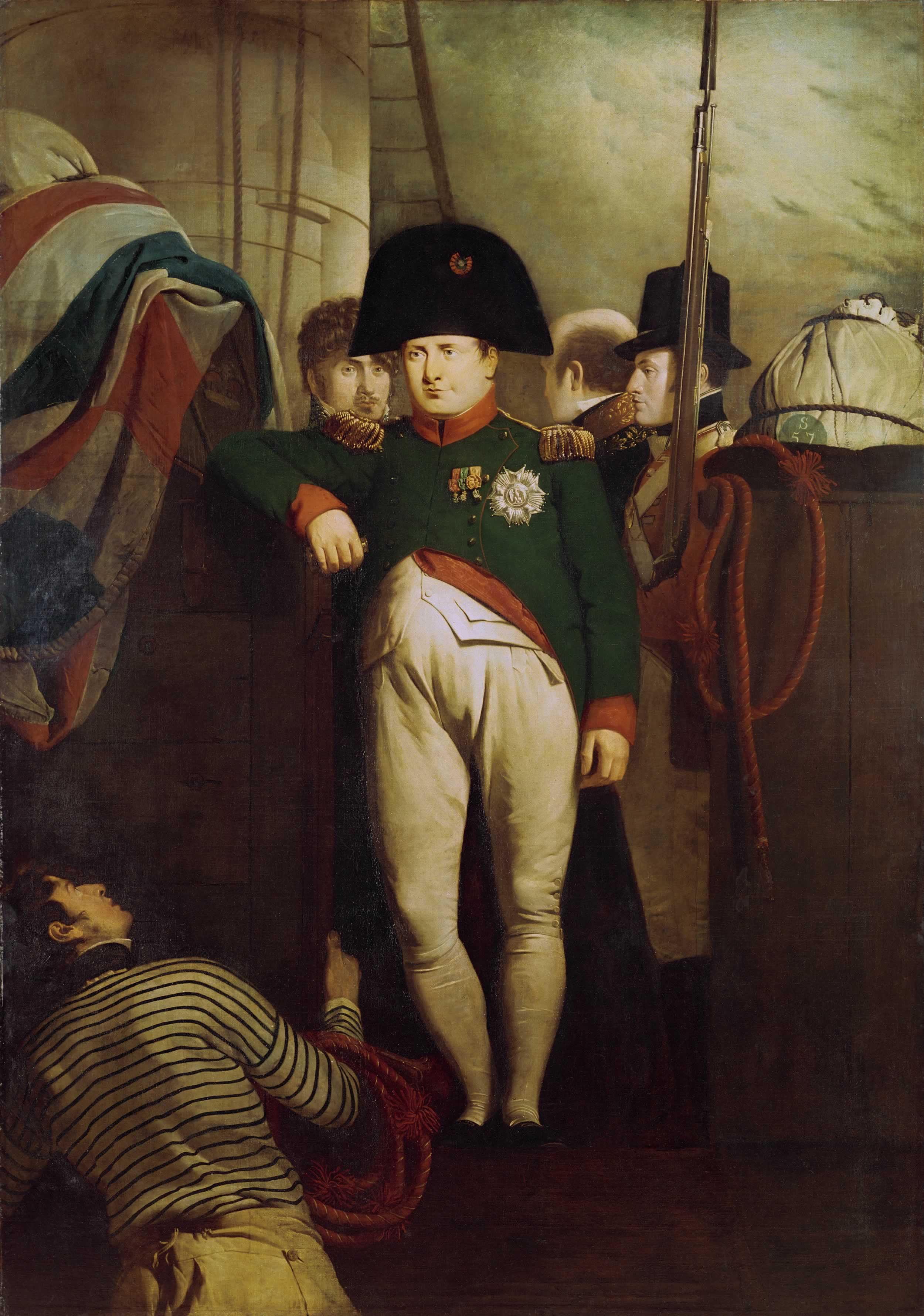
Napoleão no Bellerophon, pintura de Napoleão I por Charles Lock Eastlake. Napoleão era mais alto do que o seu apelido, O Pequeno Cabo, sugere.

- Napoleão Bonaparte não era baixo. Ele era até mais alto que o francês médio de seu tempo.[190][191] Após sua morte em 1821, a altura do imperador francês foi registrada como 5 pés e 2 polegadas em pés franceses, equivalente a cerca de 1,70 metros.[192][193] Seu apelido le Petit Caporal (o Pequeno Cabo) era meramente afetivo.[194] Napoleão muitas vezes era acompanhado de sua guarda imperial, cujos homens eram selecionados conforme sua altura,[195] o que pode ter ajudado a formular essa noção de que ele era baixo.
- Cinco de Mayo não é o Dia da Independência do México, mas sim a celebração da vitória do Exército Mexicano sobre os franceses na Batalha de Puebla em 5 de maio de 1862. A Declaração da Independência do México ocorreu em 1810 e é celebrada em 16 de setembro.[196][197]
- A Compra do Alasca, em geral, foi bem vista nos Estados Unidos, tanto pelo público como pela imprensa. O retrato posterior da compra como um fiasco era uma posição minoritária na época.[198][199][200][201][202]
- Chapéus de caubói, no início, não eram populares no Velho Oeste, e chapéus-cocos eram preferidos.[203] O marketing intenso do chapéu "Boss of the Plains" da John B. Stetson Company após a Guerra de Secessão foi a principal causa do popularidade do chapéu de caubói e a característica depressão na parte superior do chapéu só se tornaria padrão perto do fim do século XIX.[204]
- Apesar de ser comumente retratada na cultura[205][206] e na sociedade em geral,[207][208][209] a ideia de que médicos da Era Vitoriana inventaram o vibrador para curar a histeria feminina através do orgasmo é oriunda de uma única obra[210] rejeitada pela maioria dos historiadores.[205][209][211]
- O grande incêndio de Chicago de 1871 não foi causado pela vaca de Catherine O'Leary's ter chutado um lampião. Um repórter inventou a  história  e depois admitiu a fraude.[212]
- A alegação de que Frederic Remington, comissionado a Cuba em 1897, telegrafou William Randolph Hearst com a mensagem "Não haverá guerra. Eu quero voltar" e que Hearst respondeu "Por favor, fique. Você abastece as figuras e eu abasteço a guerra" não tem base. Esta anedota foi originalmente incluída num livro de James Creelman, mas não há evidência que esta conversa por telégrafo tenha acontecido, e há evidência do contrário.[213][214]
- Os sobrenomes de imigrantes não eram "americanizados" (intencionalmente ou não) quando eles chegavam na Ilha Ellis. Os oficiais de lá não mantinham registros que não fossem checar os manifestos criados no ponto de origem, e não havia burocracias, muito menos leis, que pudessem criar tal efeito. Naquela época, em Nova Iorque, qualquer um poderia mudar a grafia do seu nome apenas usando essa nova grafia.[215] Esses nomes são por vezes considerados um "Especial da Ilha Ellis".
- A imagem comum do Papai Noel (Pai Natal) como um velho alegre em vestes vermelhas não foi inventada pela Coca-Cola para promover seu produto. Embora fosse historicamente representado com diversas características e com vestes de diversas cores, o Papai Noel já tinha assumido sua forma moderna na cultura popular e era usado extensivamente em anúncios de várias outras empresas e na mídia na década de 1930, época em que a Coca-Cola começou a usar sua imagem.[216]
- O ditador italiano Benito Mussolini não "fez os trens viajarem pontualmente". A maior parte do trabalho de reparo já tinha sido feita antes de Mussolini e os fascistas assumirem o poder em 1922. Relatos da época era também sugerem que a pontualidade lendária do sistema ferroviário italiano era mais propaganda do que realidade.[217]
- Não houve um amplo surto de pânico nos Estados Unidos em resposta à adaptação ao rádio de Orson Welles do romance A Guerra dos Mundos de H.G. Wells. Apenas uma pequena porção da audiência do rádio estava escutando, e relatos isolados de incidentes diversos e o índice aumentado de ligações a serviços de emergência foram exagerados no dia seguinte pelos jornais, que pretendiam desacreditar o rádio como um concorrente para anúncios. Tanto Welles como a CBS, que inicialmente pediram desculpas, mais tarde perceberam que o mito os havia beneficiado e passaram a adotá-lo em anos seguintes.[218][219]
- Não há evidência de um ataque montado, ousado porém fútil, da cavalaria polonesa contra tanques alemães usando lanças e sabres durante a invasão da Polônia em 1939. Esta história pode ter surgido da propaganda alemã após o ataque em Krojanty, em que uma brigada de cavalaria polonesa surpreendeu a infantaria alemã a céu aberto, e os atacou e dispersou com sucesso, até ser expulsa por carros blindados. Embora a cavalaria polonesa ainda carregasse o sabre para essas oportunidades, eles eram treinados para lutar como uma cavalaria desmontada e altamente móvel (dragões) e equipados com armas antitanque leves.[220][221]
- Durante a ocupação da Dinamarca pelos nazistas na Segunda Guerra Mundial, o Rei Cristiano X não dificultou as tentativas nazistas de identificar judeus usando uma estrela amarela em si próprio. O judeus na Dinamarca nunca foram obrigados a usar a Estrela de Davi. A resistência dinamarquesa ajudou a maioria dos judeus a fugir do país antes do final da guerra.[222]

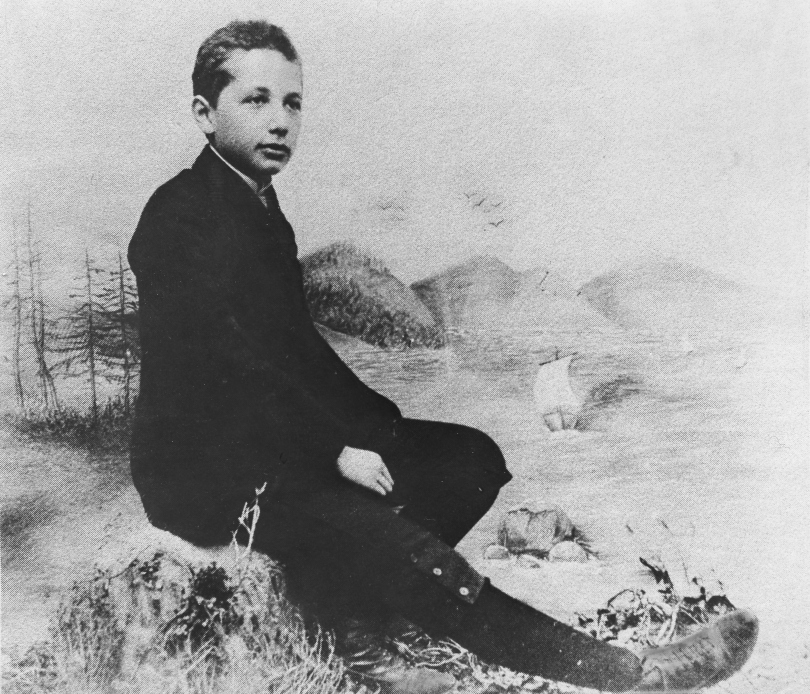
Albert Einstein, fotografado aqui aos 14 anos, não tirava notas ruins em matemática na escola.

- Albert Einstein não tirava notas baixas em matemática na escola. Quando leu uma coluna afirmando tal coisa, Einstein disse "Eu nunca reprovei em matemática... Antes dos quinze anos eu já dominava cálculo diferencial e integrais."[223][224] Einstein fracassou, no entanto, na sua primeira tentativa de entrar na Politécnica de Zurique (ETH) em 1895, tendo competido com estudantes dois anos mais velhos que ele, mas teve uma nota muito boa nas partes de matemática e ciência e passou na sua segunda tentativa.[225]
- O ator Ronald Reagan nunca foi considerado seriamente para o papel de Rick Blaine no filme clássico Casablanca, de 1942, que acabou sendo interpretado por Humphrey Bogart. Esta crença vem de um comunicado de imprensa inicial em que o estúdio anunciou a produção do filme e usou o nome de Reagan para despertar o interesse do público. Quando o filme foi lançado, a Warner Bros. sabia que Reagan não estava disponível para nenhum papel no futuro visível pois não podia mais adiar sua participação no serviço militar.[226] Registros de estúdio mostram que o produtor Hal B. Wallis sempre quis Bogart para o papel.[227][228]
- O senador americano George Smathers nunca proferiu um discurso para um público rural descrevendo seu oponente, Claude Pepper, como um "extrovertido" (extrovert) cuja irmã era uma "atriz" (thespian), na esperança de que confundissem essas palavras com as palavras similares pervert (pervertido) e lesbian (lésbica). A revista Time, por vezes citada como a fonte, chamou a história do suposto discurso de "conversa fiada" na época[229] e nenhum jornal da Flórida relatou tal discurso durante a campanha. O principal repórter que cobriu Smathers na época disse que ele sempre proferia o mesmo discurso pré-definido. Smathers ofereceu 10.000 dólares para quem conseguisse provar que ele realmente fez tal discurso, o que ninguém jamais tentou.[230]
- As famosa frase "Ich bin ein Berliner", de John F. Kennedy, significa, em alemão padrão, "eu sou berlinense."[231][232] Segundo uma lenda urbana, pelo uso do artigo definido ein, Berliner significaria sonho, referindo-se à sobremesa açucarada com este nome, também conhecida como "bola de berlim". Na realidade, a palavra Berliner não é usada na cidade para se referir ao sonho, que seria ein Pfannkuchen.[233]
- O intelectual e ativista afro-americano W.E.B. Du Bois não renunciou à cidadania americana enquanto vivia em Gana pouco antes da sua morte,[234] como se costuma alegar.[235][236][237] No início de 1963, por ele ser membro do Partido Comunista e apoiar a União Soviética, o Departamento de Estado não renovou seu passaporte na época em que ele já estava em Gana supervisionando a criação da Encyclopedia Africana. Ao deixar a embaixada, ele expressou sua intenção de renunciar à cidadania americana em protesto. Embora ele tenha aderido à cidadania ganense, ele nunca passou pelo processo de abdicação da cidadania americana[238] e talvez nem tenha tido essa intenção.[234]
- Quando a barista Kitty Genovese foi assassinada do lado de fora do seu apartamento no Queens em 1964, 37 vizinhos não ficaram olhando sem fazer nada, evitando chamar a polícia até depois dela morrer, como foi relatado inicialmente no The New York Times,[239] o que causou um grande escândalo público que persistiu por anos. Mais tarde, constatou-se que os relatos policiais usados inicialmente pelo Times na publicação eram errôneos, que Genovese tinha sido atacada duas vezes em locais diferentes e que, embora as testemunhas tenham ouvido o ataque, ouviram apenas traços dele e não perceberam o que estava acontecendo, tendo apenas seis ou sete deles visto alguma coisa. Alguns chamaram a polícia; um deles disse "Eu não quero me envolver",[não consta na fonte citada] atitude que acabou sendo atribuída a todos os residentes que viram ou escutaram parte do ataque.[240]
- Os Rolling Stones não estavam tocando "Sympathy for the Devil" no Altamont Free Concert de 1969 quando Meredith Hunter foi esfaqueado até a morte por um membro da divisão local dos Hells Angels que estava trabalhando como segurança. Embora o incidente que culminou na morte de Hunter começou no momento em que a banda tocava a música, o que causou uma breve interrupção antes da banda terminá-la, ele só se concluiu várias músicas depois, no momento em que "Under My Thumb" estava sendo tocada.[241][242] O mito se origina de um relato equivocado da revista Rolling Stone.[243]
- Embora tenha sido elogiado por uma revista de arquitetura antes da sua construção (foi chamado de "o melhor apartamento alto do ano"), o projeto residencial Pruitt–Igoe em St. Louis, Missouri, considerado o símbolo do fracasso da renovação urbana nas cidades americanas após sua demolição no início da década de 1970, não recebeu nenhum prêmio pelo seu design.[244] A empresa arquitetônica que projetou os edifícios recebeu um prêmio por um projeto anterior em St. Louis, que pode ter sido confundido com o de Pruitt–Igoe.[245]
- O telefone vermelho não era uma linha telefônica e os aparelhos usados não eram vermelhos. Sua primeira implementação usava equipamentos de teletipo, que foram substituídas por máquinas de fax em 1988. Desde 2008, é uma linha segura pela qual a Rússia e os Estados Unidos trocam e-mails.[246] Além disso, a linha conecta o Kremlin ao Pentágono, não à Casa Branca.[247]
- Não há episódios verificados de veteranos americanos da Guerra do Vietnã sendo cuspidos por manifestantes contrários à guerra durante seu retorno aos Estados Unidos.[248]

## Ciência e tecnologia

### Astronomia

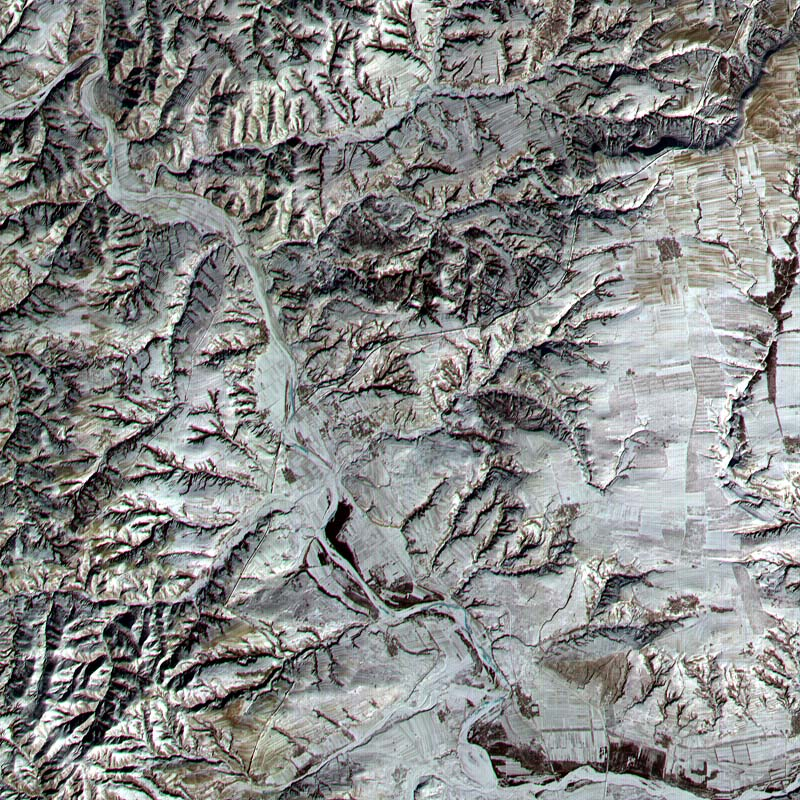
Imagem de satélite de uma parte da Grande Muralha da China, mostrada em diagonal do canto inferior esquerdo para o superior direito (não confundir com o rio, bem mais visível, que vai do canto superior esquerdo para o inferior direito).

- A Grande Muralha da China não é, como se alega, o único objeto construído pela mão humana que pode ser visto do espaço ou da Lua a olho nu. Nenhum dos astronautas do Programa Apollo afirmou ter visto qualquer estrutura humana específica a partir da Lua, e até astronautas em órbita terrestre só os conseguem ver com lentes de aumento. As luzes das cidades no lado noturno da Terra, no entanto, são facilmente visíveis do espaço.[249]
- Buracos negros têm os mesmos efeitos gravitacionais que qualquer outra massa equivalente em seu espaço. Eles sugam objetos próximos em sua direção, assim como qualquer outro corpo astronômico, exceto a distâncias muito próximas do buraco negro.[250] Se, por exemplo, o Sol fosse substituído por um buraco negro de massa equivalente, as órbitas dos planetas permaneceriam essencialmente as mesmas. Um buraco negro pode agir como um "aspirador cósmico" e puxar um fluxo significante de matéria, mas apenas se a estrela da qual ele se formou já exercesse um efeito parecido com a matéria ao redor dela.[251]
- As estações do ano não são causadas pela Terra inteira estar mais próxima do sol no verão do que no inverno, mas sim pela inclinação axial de 23,4 graus da Terra. Cada hemisfério é inclinado em direção ao Sol no seu respectivo verão (julho no hemisfério norte e janeiro no hemisfério sul), o que resulta em dias mais longos e luz solar mais direta, enquanto o oposto ocorre durante os invernos.[252][253]
- Quando um meteoro ou nave espacial entra na atmosfera, o calor de entrada não é causado (primariamente) pela fricção, mas sim pela compressão adiabática do ar na frente do objeto.[254][255][256]
- O equilíbrio de ovos é possível em todos os dias do ano, não apenas durante o equinócio de março,[257] e não há relação entre fenômenos astronômicos e a habilidade de equilibrar um ovo.[258]
- Não há evidência de que a Fisher Space Pen (caneta espacial) foi projetada em decorrência de um gasto desnecessário de milhões de dólares pela NASA quando os soviéticos usavam lápis. A caneta espacial foi uma inciativa independente de Paul C. Fisher, fundador da Fisher Pen Company, com um investimento inicial de um milhão de dólares das suas próprias finanças.[259] A NASA testou e aprovou a caneta para uso espacial e então comprou 400 canetas, cada uma por 6 dólares.[260] Mais tarde, a União Soviética também comprou a caneta espacial para suas viagens da Soyuz.

### Biologia

#### Vertebrados

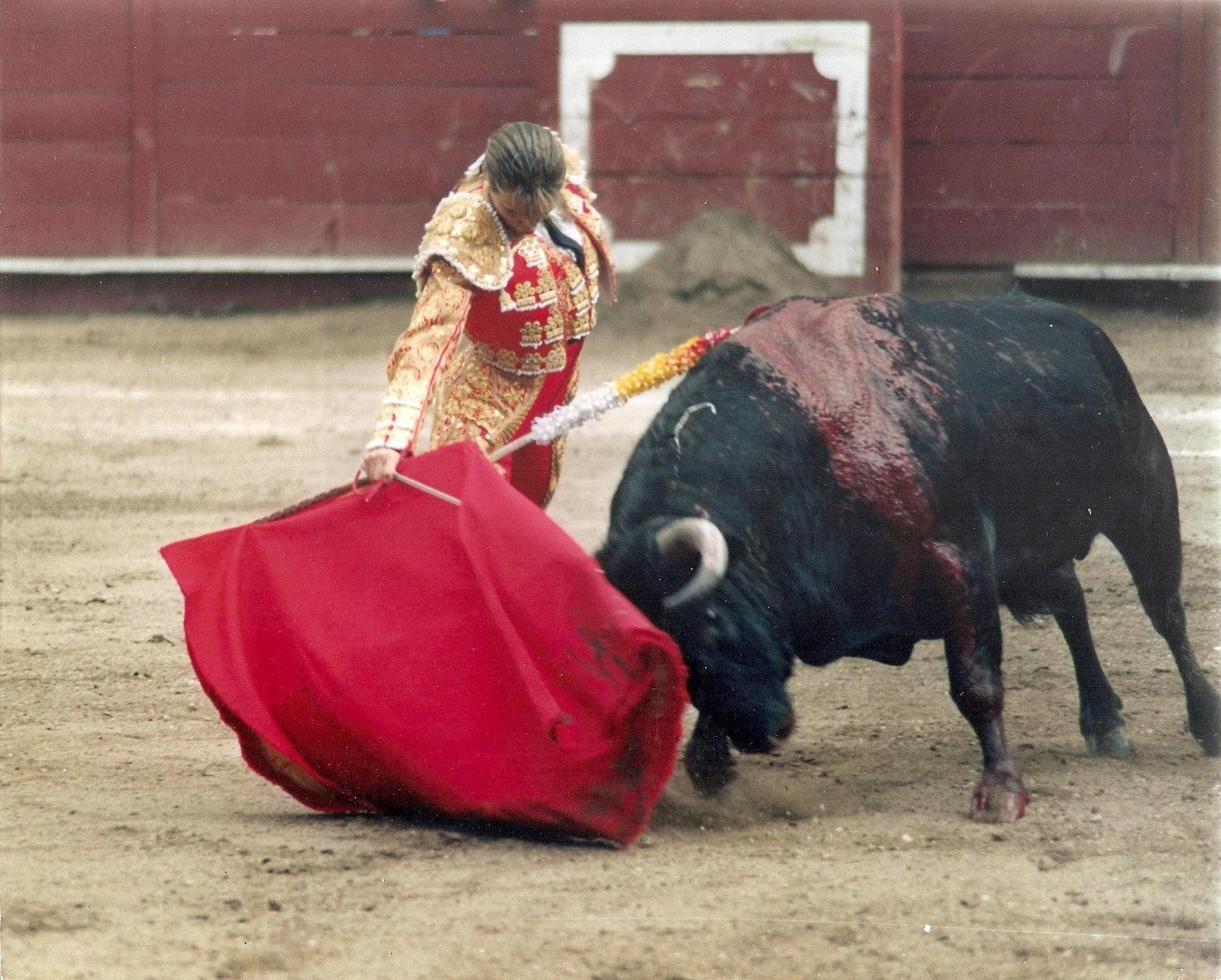
A cor vermelha não enfurece um touro

- Elefantes moribundos não abandonam seu grupo e se direcionam instintivamente a um local específico conhecido como cemitério de elefantes para morrer.[261]
- Touros não se enfurecem pela cor vermelha das capas dos matadores profissionais. Como bovinos são dicromatas, o vermelho não tem para eles o mesmo destaque e brilho que tem para os seres humanos. Não é a cor da capa, mas sim a provocação do matador, percebida como uma ameaça, que incita o animal a atacar.[262]
- Cães não transpiram pela saliva.[263] Eles possuem glândulas sudoríparas em várias partes do corpo, não apenas em suas línguas, e soam em maior parte pelas patas. No entanto, é verdade que cães regulam sua temperatura corporal ofegando.[264] Ver também Anatomia canina.
- Lêmingues não cometem suicídios em massa saltando de penhascos durante sua migração. Este mito foi popularizado pelo filme White Wilderness, da Disney, que mostra várias cenas de migração (feitas com múltiplas filmagens de diferentes grupos de lêmingues) numa grande mesa giratória coberta de neve num estúdio. Fotógrafos empurravam os lêmingues de um penhasco.[265] O mito, no entanto, já existia antes do filme e data do século XIX ou até antes.[266]
- Morcegos não são cegos. Embora setenta por cento das espécies de morcegos, em especial as da ordem Microchiroptera, usem ecolocação para navegar, todas as espécies de morcego possuem olhos e visão. Além disso, quase todos os morcegos da família Pteropodidae não podem se ecolocalizar e possuem excelente visão noturna.[267]
- Avestruzes não enterram suas cabeças na areia para se esconder de inimigos.[268] Este mito foi promulgado por Plínio, o Velho (23–79 d.C), que escreveu que os avestruzes "acreditam, quando introduzem suas cabeças e pescoços num arbusto, que seu corpo inteiro está escondido."[269]
- O "quaque" produzido pelos patos, diferente do que diz a crença popular, é capaz de produzir eco,[270] ainda que o eco possa ser difícil de ser percebido pelo ouvido humano em certas circunstâncias.[271]
- Rãs morrem instantaneamente ao serem atiradas na água fervente em vez de tentarem pular para fora. Elas tentam escapar da água sempre que percebem que ela está esquentando lentamente e ultrapassando seu máximo termal crítico.[272]
- A noção de que os peixinhos-dourados têm uma memória de apenas alguns segundos é falsa.[273][274] Ela é bem mais longa, contada em meses.
- Tubarões não são imunes a câncer. Este mito de que tubarões não pegam câncer foi propagado pelo livro de 1992 Sharks Don't Get Cancer, de I. William Lane, e usado para vender extratos de cartilagem de tubarão alegando que preveniam câncer. Relatos de carcinomas em tubarões existem e os dados atuais não levam a nenhuma conclusão sobre a incidência de tumores em tubarões.[275]
- Tubarões-brancos não confundem mergulhadores com pinípedes. Seus métodos de ataques a humanos e a pinípedes são bem diferentes. Ao caçar uma foca, o tubarão-branco surge rapidamente das profundezas e a ataca violentamente. Os ataques a seres humanos, por sua vez, são bem mais calmos e lentos: o tubarão ataca num ritmo normal, morde, e vai embora. Tubarões brancos têm uma visão excelente e são capazes de enxergar cores; sua mordida não é predatória, mas serve para identificar um objeto desconhecido.[276]
- Não há "alfas" em alcateias de lobos. Um estudo antigo que introduziu o termo "lobo alfa" foi baseado num grupo de lobos adultos em cativeiro e sem relação familiar. Na natureza, as alcateias funcionam de modo similar às famílias humanas: não há senso definido de hierarquia, os pais ficam no comando dos seus filhos até eles crescerem e começarem suas próprias famílias. Lobos mais jovens não derrotam um "alfa" para se tornarem os novos líderes, e lutas de dominância social são meramente situacionais.[277][278]
- Mandíbulas de serpentes não soltam. A ponta posterior dos ossos da mandíbula inferior contém um osso chamado quadrado, que permite a extensão da mandíbula. As pontas anteriores dos ossos da mandíbula inferior são conectadas por um ligamento flexível que as permite se curvar para fora, aumentando o alcance da boca.
- Suco de tomate não é uma solução eficiente para eliminar o odor de um gambá; ele só parece funcionar devido à fatiga olfatória.[279] A Humane Society of the United States recomenda uma mistura de peróxido de hidrogênio diluído (3%), bicarbonato de sódio e detergente para cachorros vítimas do cheiro.[280]
- O porco-espinho não atira seus espinhos. Eles podem soltar, mas não se projetam para fora.[281][282]

#### Invertebrados
- Uma minhoca não se torna duas minhocas quando cortada na metade. Apenas um número seleto de espécies de minhocas[283] são capazes de regeneração anterior. Quando essas espécies são bifurcadas, apenas a metade posterior da minhoca (onde fica a boca) pode se alimentar e sobreviver; a outra metade morre.[284] Entretanto, algumas espécies de platelmites planários realmente se tornam dois planários quando bifurcados ou divididos ao meio.[285]
- Moscas-domésticas têm um tempo de vida médio de 20 a 30 dias, não 24 horas.[286] O mito decorre de uma confusão com efemeróptos, que, em algumas espécies, vivem apenas 5 minutos.[287] O ovo de uma mosca-doméstica chocará, gerando uma larva, menos de 24 horas após ser botado.[288]

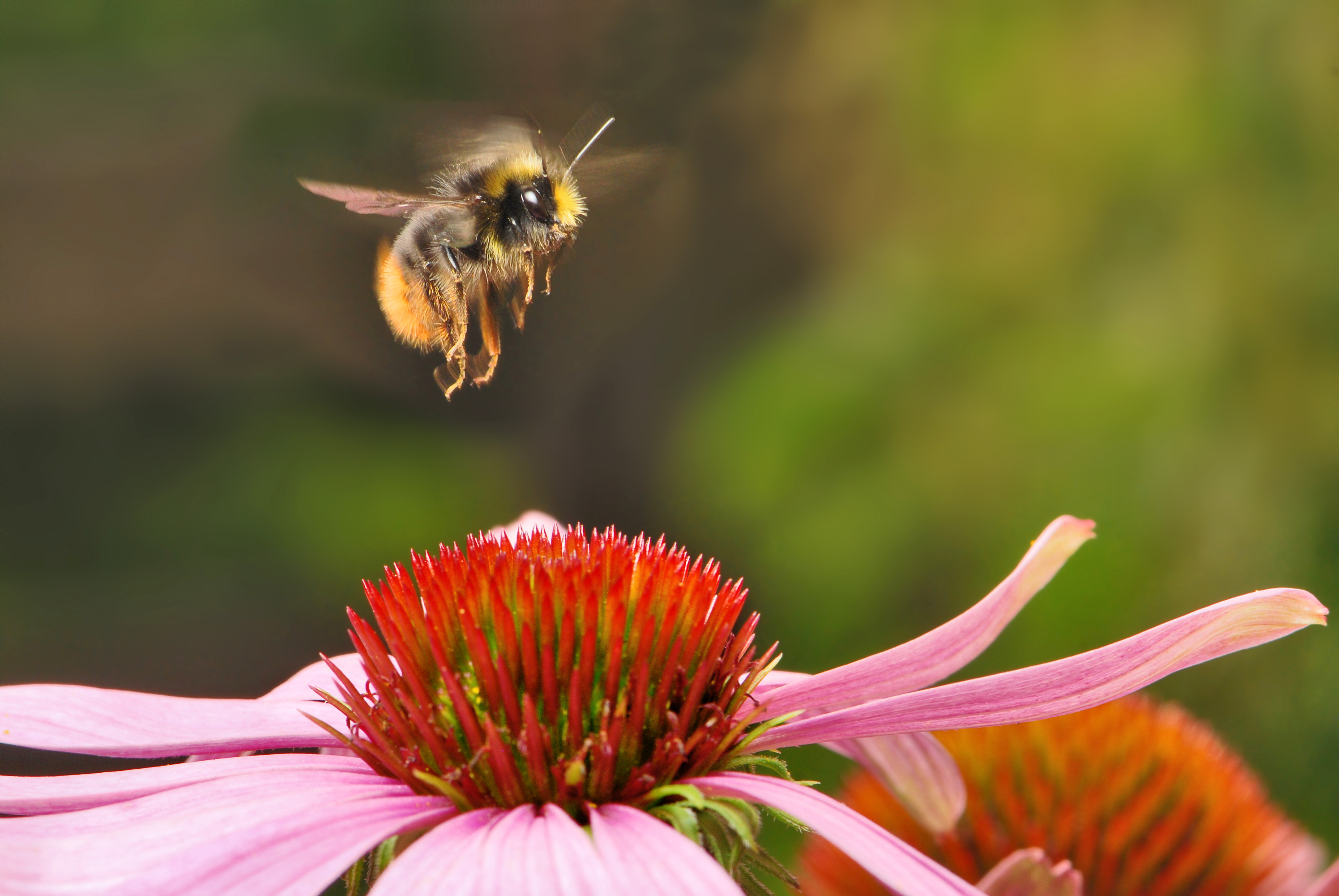
De acordo com um mito popular, abelhas deveriam ser incapazes de voar

- As aranhas da família Pholcidae não são as mais venenosas do mundo; embora elas sejam capazes de perfurar a pele humana, a quantidade pífia de veneno que elas injetam causa apenas um sensação moderada de queimadura por alguns segundos.[289]
- O mecanismo e aerodinâmica do voo das abelhas e mangagás (assim como os de outros insetos) são muito bem compreendidos pela ciência, ao contrário da lenda urbana de que os cálculos mostram que elas não deveriam ser capazes de voar. Na década de 1930, o entomologista francês Antoine Magnan escreveu que abelhas deveriam ser incapazes de voar no seu livro Le Vol des Insectes (O Voo dos Insetos).[290] Magnan, posteriormente, se deu conta de seu erro e retirou a hipótese. No entanto, ela acabou sendo generalizada na falsa noção de que "a ciência acha que as abelhas não deveriam ser capazes de voar".
- A popular lenda urbana de que uma pessoa engole um grande número de aranhas durante o sono ao longo da vida não tem qualquer base na realidade. Uma pessoa que está dormindo produz vários ruídos e vibrações, tais como respiração, batidas cardíacas, ronco etc., os quais representam perigo para as aranhas.[291][292]
- Lacrainhas (earwigs em inglês) não têm o hábito intencional de se dirigir a canais auriculares externos, embora existam relatos duvidosos de lacrainhas encontradas em orelhas.[293] Entomologistas sugerem que a origem do nome em inglês seja na verdade pela aparência das suas asas traseiras, únicas e distintas entre os insetos por lembrarem orelhas humanas se desdobradas.[294][295]
- Há uma crença de que as abelhas-europeias (ou as abelhas em geral) são essenciais para a produção de alimento humano e que, sem a sua polinização, a humanidade iria morrer de fome.[296][297] A citação "Se as abelhas desaparecessem da face da terra, o homem só sobreviveria mais quatro anos" é atribuída erroneamente a Albert Einstein.[298][299] Na realidade, muitos tipos importantes de plantação não requerem nenhum tipo de polinização. Os dez tipos mais importantes de plantação,[300] que representam 60% de toda a energia alimentar humana,[301] pertencem todos a esta categoria.
- O louva-a-deus fêmea raramente come o macho durante o coito, especialmente no seu meio ambiente natural. Num estudo de laboratório da Universidade do Arkansas Central, foi observado que a fêmea só comia o macho antes de acasalar a cada 45 vezes e que o macho comia a fêmea na mesma frequência.[302]

#### Plantas

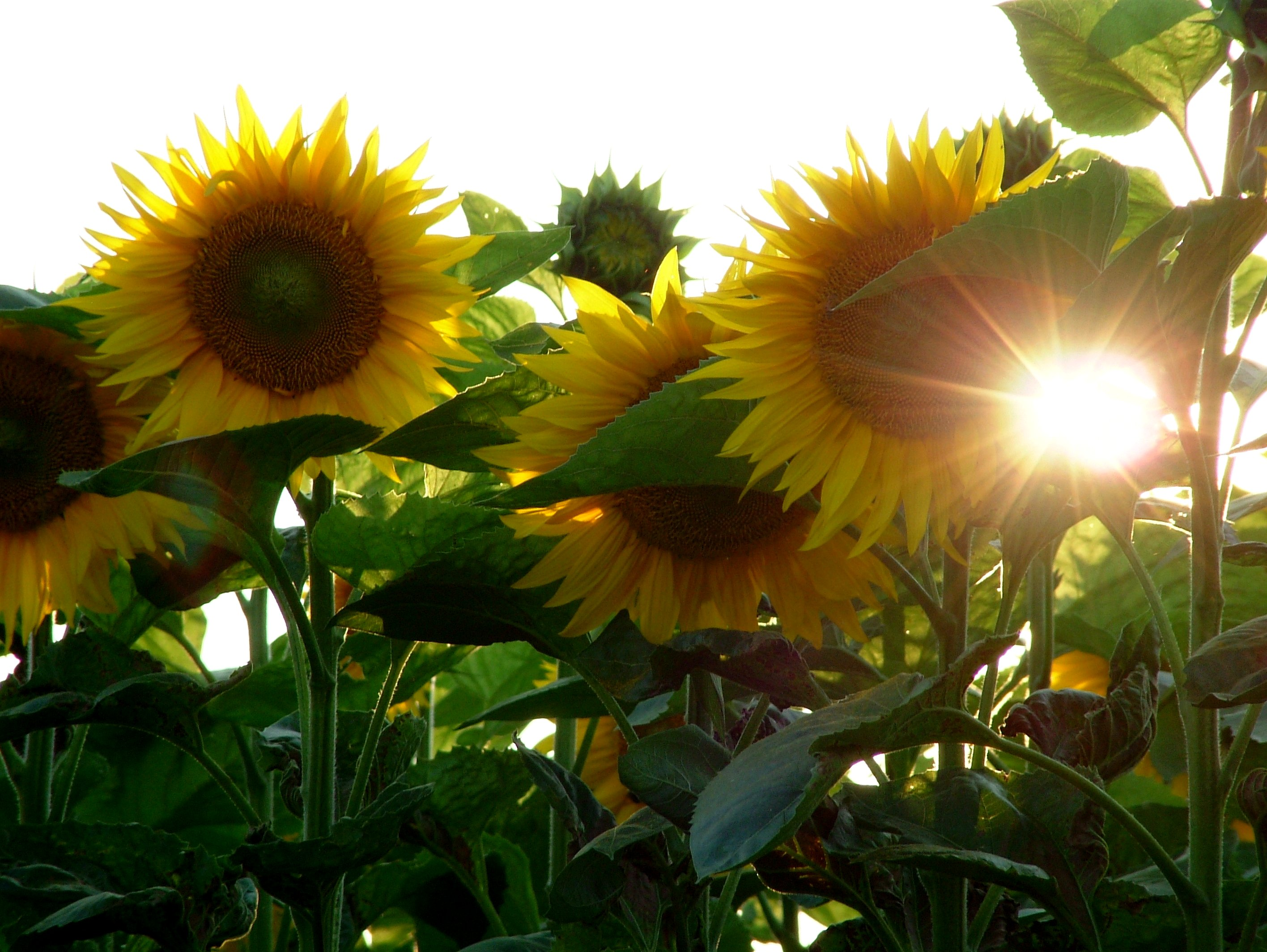
Girassóis com o sol claramente visível atrás deles.

- Poinsétias não são altamente tóxicas para seres humanos ou para gatos. Apesar de ser um fato que elas podem causar irritações moderadas na pele ou no estômago,[303] e as vezes até diarreia e vômitos se forem ingeridas,[304] um estudo do American Journal of Emergency Medicine de 22.793 casos relatado ao American Association of Poison Control Centers não registrou nenhuma fatalidade e apenas alguns casos que necessitaram de tratamento médico.[305] De acordo com a American Society for the Prevention of Cruelty to Animals, poinsétias podem causar um leve ou moderado desconforto gastrointestinal em felinos; diarreia e vômito são as consequências mais severas da ingestão.[306]
- Girassóis nem sempre apontam para o sol. Girassóis maduros ficam posicionados numa direção fixa (muitas vezes ao leste) o dia inteiro, mas nem sempre essa direção corresponde ao sol.[307][308][309] No entanto, num estágio inicial de seu desenvolvimento, antes do surgimento da parte principal da flor, as mudas prematuras realmente seguem o sol (um fenômeno conhecido como heliotropismo) e o alinhamento fixo das flores maduras numa certa direção muitas vezes ocorre em razão disso.[310]

#### Evolução e paleontologia
- A palavra teoria em "teoria da evolução" não indica dúvida científica a respeito da sua validade; os conceitos de teoria e hipótese têm significados específicos num contexto científico. Embora teoria, coloquialmente, possa significar um palpite ou conjectura, uma teoria científica é um conjunto de princípios que explica fenômenos observáveis em termos naturais.[311][312] "Fato e teoria científica não são categorias separadas",[313] e a evolução é uma teoria da mesma forma que a teoria microbiana das doenças ou a teoria da gravidade.[314]
- A evolução não tenta explicar a origem da vida[315] ou a origem e desenvolvimento do universo. A teoria da evolução se refere, acima de tudo, a mudanças através de sucessivas gerações após o surgimento da vida.[316] O modelo científico para a origem dos primeiros organismos a partir de moléculas orgânicas e inorgânicas chama-se abiogênese, enquanto a principal teoria que explica o desenvolvimento inicial do universo é o modelo do Big Bang.Reconstrução do Aegyptopithecus, um primata anterior à divisão entre as linhagens de humanos e macacos do Velho Mundo na evolução humana

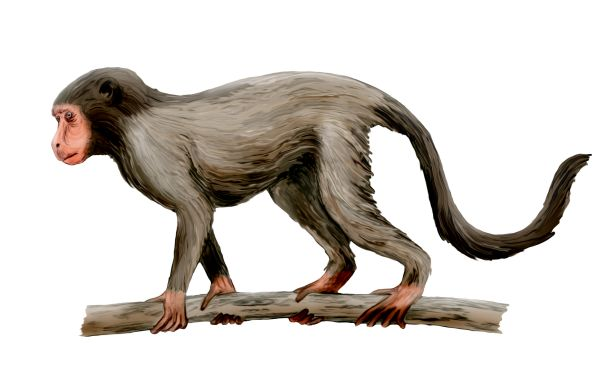
Reconstrução do Aegyptopithecus, um primata anterior à divisão entre as linhagens de humanos e macacos do Velho Mundo na evolução humana

- Seres humanos não evoluíram de nenhuma das duas espécies atuais de chimpanzés (chimpanzés-comuns ou bonobos).[317] Tanto os seres humanos como os chimpanzés, no entanto, evoluíram de um ancestral comum.[318][319] O ancestral comum mais recente dos humanos e chimpanzés viveu entre 5 e 8 milhões de anos atrás.[320]
- A evolução não é uma progressão de organismos inferiores para superiores, e não resulta necessariamente num aumento em complexidade. Uma população pode evoluir para um estado mais simples, com um genoma menor, mais involução biológica é um termo incorreto.[321][322]
- A evolução não "planeja" o aperfeiçoamento de um organismo para a sobrevivência.[323][324] No entanto, este conceito errôneo é frequentemente usado como um atalho comum para os biólogos falarem sobre um propósito na forma de uma expressão concisa (por vezes denominada "metáfora do propósito");[325] fica mais claro dizer "Dinossauros podem ter evoluído penas para o cortejo social" do que "Penas podem ter sido selecionadas quando surgiram pois conferiam aos dinossauros uma vantagem seletiva durante o cortejo em relação aos indivíduos sem penas".[326]
- Nem todos os dinossauros foram extintos durante a Extinção do Cretáceo-Paleogeno. As aves evoluíram de terópodes pequenos e com penas no Período Jurássico e, embora a maioria das linhagens de dinossauros tenha desaparecido no final do Cretáceo, algumas aves sobreviveram. Dinossauros são, consequentemente, parte da fauna moderna.[327]

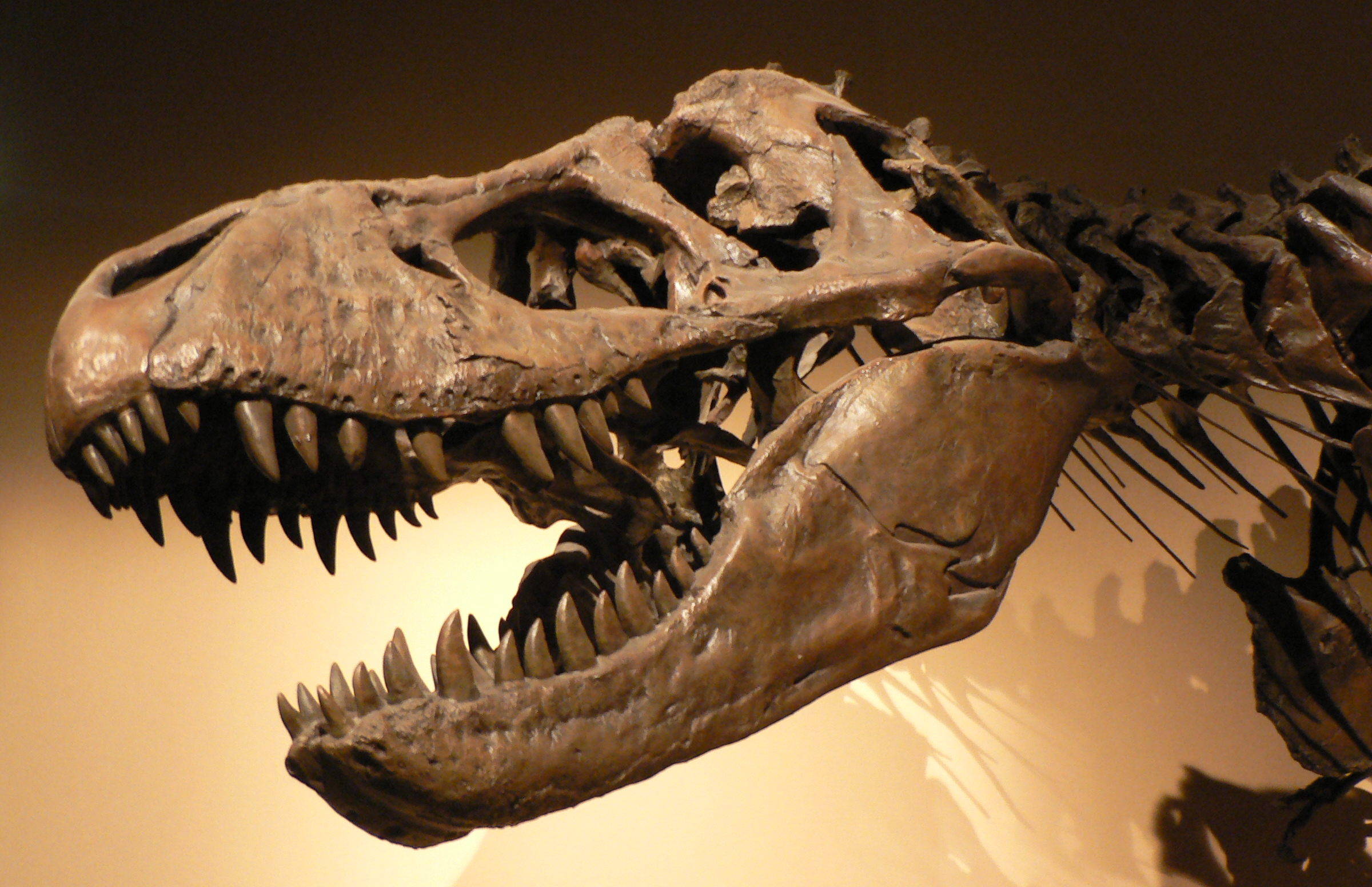
Tyrannosaurus rex. Dinossauros não-aviários despareceram na Extinção do Cretáceo-Paleogeno no final do Cretáceo, há 66 milhões de anos.

- Seres humanos jamais conviveram com dinossauros (com a exceção das aves, que biologicamente são consideradas dinossauros).[328] Os últimos dinossauros não-aviários foram extintos há 66 milhões de anos, durante a Extinção do Cretáceo-Paleogeno, enquanto os primeiros membros do gênero Homo (humanos) surgiram entre 2,3 e 2,4 milhões de anos atrás. Desta forma, há um intervalo de tempo de 63 milhões de anos entre os últimos dinossauros terrestres e os primeiros seres humanos. No entanto, humanos realmente conviveram com mamutes, mastodontes e tigres-dentes-de-sabres—mamíferos muitas vezes retratados em meio a dinossauros e humanos.[329]
- O petróleo não se origina de restos de dinossauros, mas sim de bactérias e algas.[330]
- Mamíferos não evoluíram de nenhum grupo moderno de répteis; mamíferos e répteis evoluíram de um ancestral comum. Logo após o surgimento dos primeiros animais semelhantes a répteis, eles se dividiram em dois ramos: os sauropsidas e os sinapsidas.[331] A linhagem que levou aos mamíferos (os sinapsidas) se divergiu da linhagem que levou aos répteis modernos (os sauropsidas) aproximadamente 320 milhões de anos atrás, em meados do Período Carbonífero. Posteriormente (no final do Período Carbonífero ou no início do Período Permiano) os grupos modernos de répteis (lepidossauros, tartarugas e crocodilos) se divergiram. Os mamíferos são os únicos sobreviventes da linhagem sinapsida.[332]

#### Bioinformática
- O genoma humano (ou o genoma de qualquer outro mamífero) nunca foi inteiramente sequenciado. Segundo algumas estimativas feitas em 2017, entre 4 e 9% do genoma humano não foi sequenciado.[333]

### Computação e a Internet
- Computadores com macOS ou Linux não são imunes a malwares como cavalos de troia ou vírus.[334] Existem malwares criados especialmente para atacar esses sistemas.
- A deep web não é cheia de pornografia infantil, sites de narcotráfico e dados bancários roubados. A área que contém esses conteúdos ilegais é uma pequena porção da deep web conhecida como dark web. A maior parte da deep web consiste em bibliotecas acadêmicas, bancos de dados e outros conteúdos que não são pesquisáveis por motores de busca comuns.[335]
- A navegação privada, como o chamado "modo incógnito", não protege usuários de rastreamento por sites ou pelos seus provedores. Mesmo com a navegação privada, tais entidades continuam usando informações como IPs e contas para identificar precisamente os usuários.[336][337] No entanto, VPNs e a rede Tor podem impedir o rastreamento.

### Economia

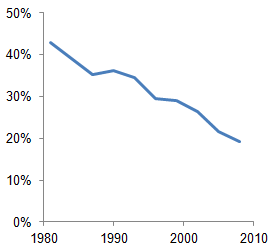
Este gráfico mostra a proporção da população humana vivendo na pobreza extrema entre 1981 e 2008 de acordo com o Banco Mundial.

- O número total de pessoas vivendo na pobreza extrema absoluta no mundo inteiro, na métrica bastante usada de um dólar por dia (em dólares americanos de 1990) tem diminuído nas últimas décadas. No entanto, pesquisas de opinião feitas em diversos países mostram que várias pessoas pensam que este número tem aumentado ou permanecido o mesmo. Além disso, a porção de pessoas vivendo na pobreza extrema também tem diminuído, não importa qual limite de renda seja usado.[338][339][340]
- A desigualdade econômica nos Estados Unidos é consideravelmente mais alta do que a maioria das pessoas pensa.[341][342]
- O preço não é o fator mais importante para os consumidores quando decidem comprar um produto.[343]
- Monopolistas não tentam vender itens pelo preço mais alto possível, tampouco tentam maximizar o lucro por unidade. Eles procuram maximizar o lucro total.[344]
- Para qualquer set (conjunto) de produção dada, não há uma quantidade fixa de input (insumo) de trabalho para produzir esse output (resultado). Esta falácia era usada com frequência no ludismo e mais tarde em outros movimentos relacionados para defender que a automação causava desemprego estrutural e permanente ou que regulações que limitavam o trabalho causavam desemprego. Na realidade, a quantidade de trabalho a ser feito para qualquer input (insumo) não é fixa. Mudanças na alocação de capital, eficiência e economias de aprendizado podem mudar a quantidade de input de trabalho para um dado set (conjunto) de produção.[345][346]
- A renda não está entre os fatores que determinam o credit score nos Estados Unidos.[347]

### Ciências do ambiente
- O aquecimento global não é causado pelo buraco na camada de ozônio. O esgotamento de ozônio é um problema separado causado por clorofluorocarbonetos (CFCs)[348] liberados na atmosfera por dispositivos como geladeiras e sprays de aerossol.[349] CFCs foram descontinuados a partir do Protocolo de Montreal em 1987.[348] Na realidade, o aquecimento global é causado pela acumulação de gases do efeito estufa, como dióxido de carbono e metano, que são emitidos por várias fontes humanas, incluindo a respiração de uma população humana cada vez maior, automóveis, usinas de carvão e pecuária. Diferente dos CFCs, esta forma de poluição não foi descontinuada (e, enquanto seres humanos e animais precisarem respirar, nunca será totalmente eliminada), e seu problema persiste.[350] Além disso, a camada de ozônio situa-se na estratosfera, cerca de 20 km acima da superfície terrestre,[348] enquanto a acumulação de gases do efeito estufa acontece na troposfera, a camada mais baixa da atmosfera.[351][352]

### Corpo e saúde humana

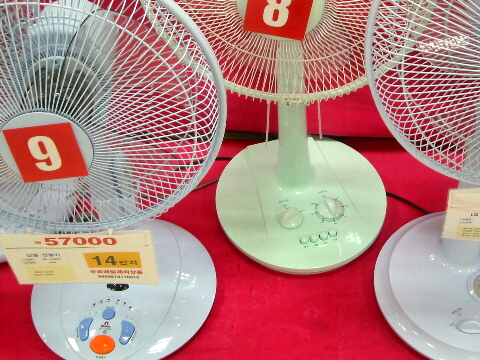
Ventiladores elétricos na Coreia do Sul. Um mito popular é que deixá-los ligados durante o sono pode levar à morte

- Na Coreia do Sul, há uma crença popular, porém errônea, de que dormir com um ventilador elétrico ligado pode levar à morte. De acordo com o governo coreano, "Em alguns casos, um ventilador ligado por muito tempo pode causar morte por asfixia, hipotermia, ou provocar um incêndio por superaquecimento."[353] O Comitê de Proteção ao Consumidor do país emitiu um alerta de segurança recomendando que ventiladores elétricos sejam regulados por timers, que sua direção seja mudada, e que todas as portas do quarto permaneçam abertas. De acordo com Yeon Dong-su, reitor do colégio médico da Universidade de Kwandong, "Se um quarto estiver completamente fechado, a corrente de um ventilador elétrico pode causar uma diminuição de temperatura suficiente para fazer uma pessoa morrer de hipotermia."[354] No entanto, deixar um ventilador ligado numa sala ou quarto desocupada não esfriará o ambiente; na realidade, devido a perdas de energia do motor e viscosidade, um ventilador causará um ligeiro aumento de temperatura no ambiente.
- Acordar sonâmbulos não é prejudicial a eles. A pessoa pode ficar confusa ou desorientada pouco após ser acordada, mas não há qualquer outro dano que ela possa sofrer pelo despertar. No entanto, sonâmbulos podem machucar a si mesmos acidentalmente se tropeçarem em objetos ou perderem o equilíbrio.[355][356]
- Comer menos de uma hora antes de nadar não aumenta o risco de cãibras musculares ou afogamento. Um estudo mostra uma correlação entre consumo de álcool e afogamento, mas a evidência não diz nada sobre consumo de alimentos ou dores abdominais.[357]
- Muitas vezes, o afogamento não é perceptível aos espectadores.[358] Na maioria dos casos, levantar os braços e pedir por ajuda é impossível devido à resposta instintiva ao afogamento.[358] Gestos e gritos (conhecidos como "pedido de socorro aquático") são um sinal de perigo, mas não um sinal confiável: a maioria das vítimas que passam pela resposta instintiva ao afogamento não mostram evidência de perigo.[359]
- O sangue humano contido nas veias não é azul. O sangue é sempre vermelho por causa da hemoglobina. Sangue desoxigenado (em veias) possui uma aparência vermelha escura, e sangue oxigenado (nas artérias) possui um vermelho leve, similar a uma cereja. O mito provavelmente advém dos seguintes fatos: 1) Veias abaixo da pele aparentam ser azuis or verdes. Isto ocorre por várias razões que têm pouco a ver com a cor do sangue, como o espalhamento subcutâneo de luz pela pele e a percepção humana de cor. 2) Vários diagramas usam cores para mostrar a diferença entre veias (geralmente retratadas em azul) e artérias (geralmente retratadas em vermelho).[360]
- Se expor ao vácuo ou passar por uma descompressão explosiva extrema não faz o corpo explodir ou os fluídos internos ferverem. (No entanto, fluídos tanto na boca como no pulmão fervem em altitudes acima do limite de Armstrong.) Na realidade, esses eventos causariam perda de consciência quando o corpo consumisse todo o oxigênio presente no sangue, o que provavelmente levaria a morte por hipóxia em poucos minutos.[361]
- Alongar-se antes ou depois de exercícios não reduz a dor muscular.[362]
- Dor muscular causada por exercícios não é resultado de acumulação de acido lático.[363] Os níveis musculares de ácido lático antes e depois de exercícios não têm correlação com a sensação de dor;[364] acredita-se que a dor muscular causada por exercícios seja devido a um microtrauma decorrente de exercícios extenuantes com os quais a pessoa não está acostumada, ao qual o corpo pode se adaptar com o tempo se a prática do mesmo exercício continuar.[365]
- Engolir gasolina não requer nenhum tratamento de emergência especial, contanto que ela não chegue no estômago ou nos pulmões, e induzir o vômito pode piorar a situação.[366][367]

#### Sentidos

Um mapa incorreto da língua humana mostrando zonas que sentem os sabores amargo (1), azedo (2), salgado (3) e doce (4). Na realidade, todas as zonas podem sentir todos os sabores, e também há o sabor umami, que não é mostrado.

- Recém-nascidos podem sentir e sentem dor.[368][369]
- Todos os sabores podem ser detectados por todas as partes da língua pelas papilas gustativas.[370] Ainda que possa haver uma sensibilidade ligeiramente maior em certos locais dependendo da pessoa, a crença popular de que sabores específicos correspondem a pontos específicos da língua é errônea.[371]
- Não há quatro sabores primários, mas cinco: além de amargo (1), azedo (2), salgado (3) e doce (4), humanos também têm receptores para umami.[372] A gordura não interage com receptores específicos nas células das papilas gustativas, mas ainda não se sabe se ela pode ser considerada um sexto sabor primário.[373]
- Seres humanos não são capazes de perceber apenas cinco sentidos. Dependendo da categorização, o número de sentidos é de mais de vinte. Além de visão, olfato, paladar, tato e audição, que foram os sentidos identificados por Aristóteles, seres humanos podem perceber equilíbrio e aceleração (equilibriocepção), dor (nocicepção), posição do corpo e dos membros (propriocepção ou sentido cinestético) e temperatura relativa (termocepção).[374] Outros sentidos por vezes identificados são os sentidos do tempo, ecolocação, coceira, pressão, fome, sede, saciedade, necessidade de urinar, necessidade de defecar e níveis de dióxido de carbono (CO2) no sangue.[375][376]

#### Pele e cabelo
- Rugas causadas pela água não são resultado da pele absorver água e inchar.[377] Elas são causadas pelo sistema nervoso autônomo, que provoca vasoconstrição localizada em resposta à pele molhada, resultando na aparência enrugada.[378][379] Um estudo de 2014 não demonstrou nenhuma melhora no manuseio de objetos molhados com dedos enrugados pela água.[380]
- Barbear-se não faz o pelo terminal crescer mais grosso (denso) ou mais escuro. Esta crença vem do fato de que os pelos que nunca foram cortados possuem pontas cônicas e afiadas, característica que eles perdem depois de cortados, quando se tornam mais grossos; o cabelo cortado aparenta ser mais grosso e parece mais áspero que as bordas afiadas e não-desgastadas. O fato dos pelos mais curtos serem menos flexíveis que os longos também causa essa ilusão.[381]
- Pelos e unhas não continuam crescendo depois que alguém morre. Na realidade, a pele resseca e encolhe, ficando abaixo das bases dos pelos e das unhas, o que provoca a ilusão de que eles cresceram.[382]
- Cosméticos capilares são incapazes de "reparar" pontas bifurcadas e cabelo danificado. Eles podem prevenir esses danos e também são capazes de "amaciar" a cutícula igual uma cola, de forma que pareça reparada, e no geral fazem o cabelo aparentar uma condição melhor.[383]
- Puxar ou cortar um cabelo cinza não fará dois crescerem em seu lugar; só fará o cabelo crescer novamente, pois apenas um cabelo pode crescer por folículo.[384]
- O gene capilar dos ruivos não está em extinção por ser um gene recessivo e o gene dos loiros não irá desaparecer. Ainda que loiros e ruivos possam se tornar mais raros, eles não serão extintos, a não ser que todos os que carregam estes genes (ou, em termos estritos, alelos) morram ou não se reproduzam.[385]
- O acne é causado na maior parte pela genética, não por falta de higiene, consumo de comidas gordurosas ou outros hábitos pessoais.[386]

#### Nutrição, comidas e bebidas
- A dieta tem pouca influência na desintoxicação do corpo e as chamadas dietas de desintoxicação "não possuem base científica".[387] Alguns cientistas descreveram tais dietas como "perda de tempo e dinheiro".[388] Apesar disso, há uma crença comum de que dietas específicas ajudam neste processo ou que podem remover substâncias que o corpo sozinho não é capaz.[389][390][391][392] Toxinas são removidas do corpo pelo fígado e pelos rins.[387]
- Não há uma quantidade específica de água, como "oito copos" ou "de dois a três litros", que toda pessoa deve beber diariamente para manter a saúde.[393] A quantidade de água necessária varia de acordo com o peso da pessoa, sua dieta, seu nível de atividade, vestimenta, além do calor e umidade do ambiente. A água também não precisa ser bebida na sua forma pura e pode vir de líquidos como sucos, chá, leite, sopa etc. ou de alimentos como frutas ou vegetais.[393]
- Açúcar não causa hiperatividade em crianças.[394][395] Duplos-cegos não evidenciaram nenhuma diferença de comportamento entre crianças que seguiram dietas sem açúcar e dietas com bastante açúcar, mesmo em estudos feitos especificamente com crianças portadores de TDAH ou sensíveis ao açúcar.[396]
- Bebidas alcoólicas não esquentam o corpo inteiro.[397] A razão pela qual bebidas alcoólicas criam a sensação de calor é porque elas fazem os vasos sanguíneos dilatarem e estimulam as extremidades dos nervos próximos à superfície da pele com um influxo de sangue quente. Isto pode, inclusive, acabar deixando a temperatura geral do corpo mais baixa, já que facilita a troca de calor com um ambiente externo frio.[398]
- O álcool não causa, necessariamente, a morte de células cerebrais.[399] No entanto, o álcool pode causar este evento indiretamente de duas manteiras: (1) Em casos crônicos de alcoolismo pesado em que o cérebro da pessoa se adaptou aos efeitos da substância, uma sensação abrupta pode causar excitotoxicidade, levando a mortes celulares em múltiplas áreas do cérebro.[400] (2) Em alcoólatras cuja principal fonte diária de calorias é o álcool, uma deficiência de tiamina pode produzir a síndrome de Korsakoff, que é associada a dano cerebral severo.[401]
- Uma dieta vegetariana ou vegana fornece o suficiente de proteína para uma alimentação adequada.[402][403] Na realidade, o índice de consumo de proteínas pelos ovolactovegetarianos e veganos satisfaz e até excede os requerimentos.[404] No entanto, dietas veganas necessitam de suplemento de vitamina B12 para uma saúde melhorada.[402]
- Um chiclete engolido não leva sete anos para ser digerido. Na realidade, o chiclete é um alimento praticamente indigerível e passa pelo sistema digestivo na mesma velocidade que outros tipos de matéria.[405][406]
- Não há evidência de que café ou comidas picantes levam ao desenvolvimento de úlceras pépticas.[407]
- Embora o betacaroteno em cenouras ajude a aperfeiçoar a visão noturna naqueles com deficiência de vitamina A, ele não aumenta essa capacidade acima de níveis normais em quem já recebe uma quantidade adequada da vitamina.[408] Esta crença pode ter sua origem de uma desinformação britânica na Segunda Guerra Mundial criada para explicar o sucesso que a Força Aérea Real conquistou em batalhas noturnas, que foi na verdade devido à tecnologia de radar e ao uso de luzes vermelhas em painéis de instrumentos.[409]
- Não há evidência de que a obesidade tem relação com um metabolismo basal mais lento. O ritmo do metabolismo basal não varia muito de pessoa para pessoa. Perda e ganho de peso são diretamente causados por dieta e exercício. Pessoas acima do peso tendem a subestimar a quantidade de comida que comem e pessoas abaixo do peso tendem a superestimá-la. Além disso, pessoas acima do peso tendem a ter um metabolismo mais rápido devido à maior quantidade de energia necessária para suprir o corpo maior.[410]
- Comer quantidades normais de soja não causa desequilíbrio hormonal.[411][412][413][414][415]
- A ordem de consumo de diferentes bebidas alcoólicas não afeta a intoxicação e não gera efeitos colaterais, apesar de crenças no contrário, como a de que a cerveja sempre deve ser consumida antes do vinho e nunca depois.[416]

#### Sexualidade humana
- Não há teste fisiológico para a virgindade, e a condição do hímen não diz nada sobre a experiência sexual de uma pessoa.[417][418] O sangramento não é diretamente associado com a primeira relação sexual vaginal e não indica nada sobre a experiência sexual.[417][418] Testes de virgindade físicos não possuem mérito científico.[419]
- O tamanho da mão de um homem não é equivalente ao tamanho do seu pênis,[420] mas o comprimento dos dedos pode ser proporcional ao do pênis.[421]
- A gravidez que resulta do sexo entre primos de primeiro grau não carrega um risco sério de doenças congênitas:[422] O risco é de 5 a 6% (similar ao de uma mulher de 40 anos dar à luz),[422][423] comparado com um risco-base de 3–4%.[423] Os efeitos da depressão de consanguinidade, ainda que sejam relativamente pequenos comparados a outros fatores (e consequentemente difíceis de controlar num experimento científico), tornam-se mais visíveis se isolados e mantidos por várias gerações.[424][425]
- Não há base fisiológica para a crença de que fazer sexo nos dias anteriores a um evento esportivo será prejudicial à performance.[426] Na realidade, acredita-se que sexo antes de atividades esportivas pode elevar o nível de testosterona masculino, afetando a performance positivamente.[427]

#### Cérebro

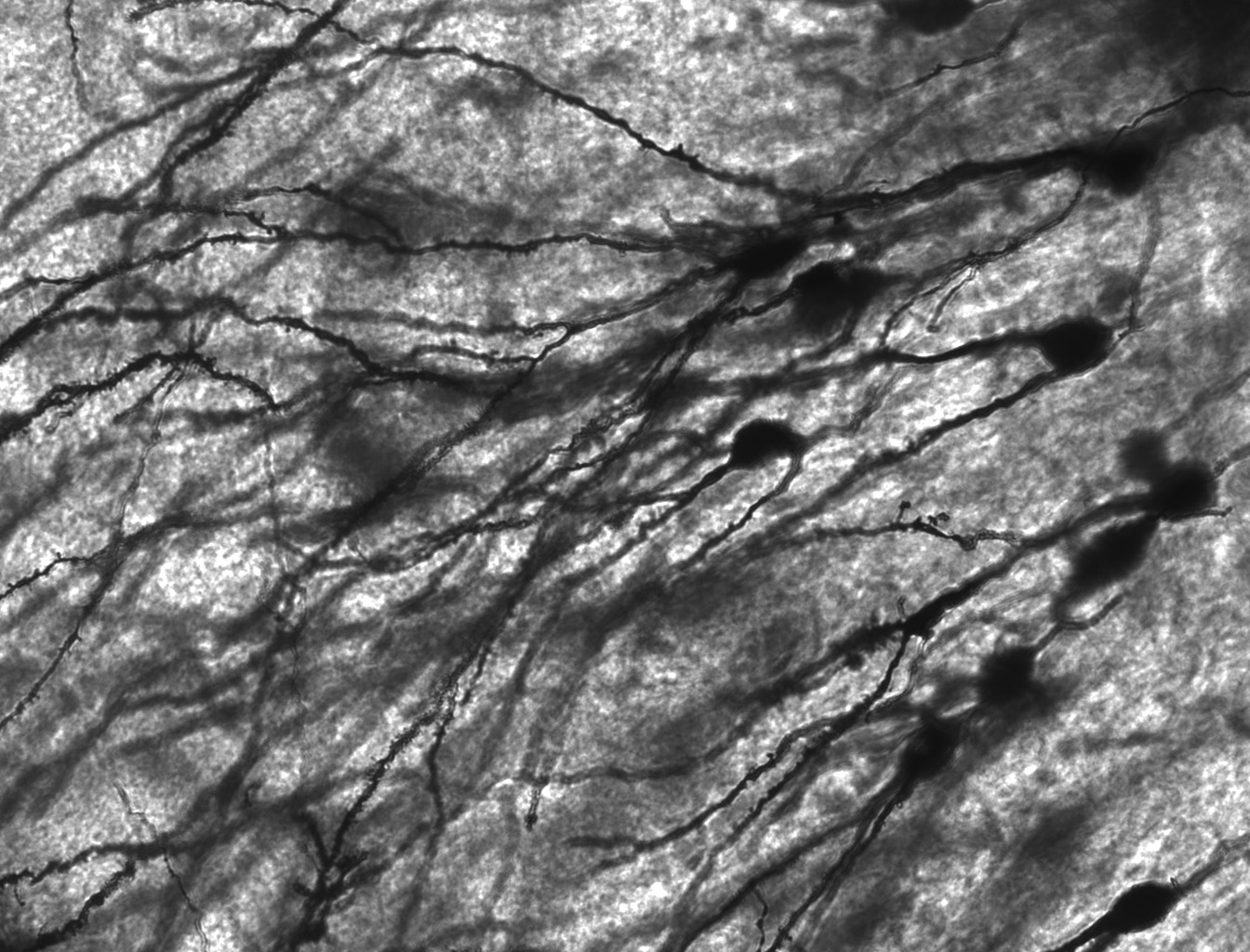
Neurônios no tecido hipocampal humano. Segundo um mito popular, novas células cerebrais jamais crescem em seres humanos, mas estudos demonstraram que alguns neurônios na verdade podem se reformular.

- Habilidades mentais não são completamente divididas pelos hemisférios do cérebro (esquerdo e direito).[428] Algumas funções mentais, como a fala e a linguagem (como a área de Broca e a área de Wernicke), tendem a ativar um hemisfério do cérebro mais do que o outro em certos tipos de ações. Se um hemisfério é danificado ou removido em tenra idade, essas funções muitas vezes serão recuperadas em parte, ou até por completo, pelo outro hemisfério (veja neuroplasticidade). Outras habilidades, tais como controle motor, memória e raciocínio geral, são exercidas igualmente por ambos os hemisférios.[429]
- A noção de que os seres humanos geram todas as suas células cerebrais até os dois anos de idade, defendida pela medicina até 1998, é falsa.[430][431][432] Hoje em dia, é sabido que neurônios podem surgir em partes do cérebro pós-natal.[433] Um estudo de 2013 mostrou que, em idades avançadas, cerca de 700 novos neurônios são produzidos diariamente no hipocampo.[434]
- Vacinas não causam autismo ou transtornos do espectro autista. Embora um estudo fraudulento pelo médico britânico Andrew Wakefield alegou uma conexão, repetidas tentativas de reproduzir os resultados acabaram falhando e mais tarde comprovou-se que a pesquisa havia sido fraudada.[435]
- As pessoas não utilizam apenas 10% de seus cérebros. É fato que apenas uma pequena minoria dos neurônios no cérebro está ativa simultaneamente, mas os neurônios inativos também são importantes.[436][437] Este mito é popular na Cultura dos Estados Unidos desde o início do século XX ou antes e foi atribuído a William James, que, aparentemente, havia afirmado tal coisa, porém apenas na forma de uma metáfora.[438]

#### Doenças

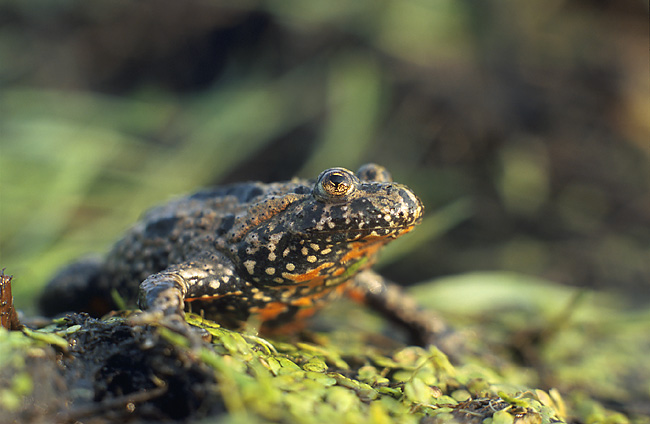
As protuberâncias nas rãs não são verrugas, portanto não podem causar verrugas em seres humanos.

- Consumir laticínios não aumenta a produção de muco.[439][440] Assim sendo, eles não precisam ser evitados por quem está sofrendo de congestão nasal, seja de gripe ou resfriado.
- Humanos não contraem verrugas de sapos ou outros animais; as protuberâncias num sapo não são verrugas.[441][442] Verrugas na pele humana são causadas pelo vírus do papiloma humano, que não existe em nenhuma outra espécie.
- As ações de estalar as articulações dos dedos ou praticar exercício estando em boa saúde não causam artrose.[443][444]
- Comer nozes, pipoca ou sementes não aumenta o risco de diverticulite.[445] Na realidade, estes alimentos podem até ter um efeito preventivo.[446]
- O estresse psicológico desempenha um papel relativamente pequeno na hipertensão.[447] Terapias específicas de relaxamento não possuem evidência científica.[448] O estresse severo pode aumentar temporariamente os níveis de pressão sanguínea.[447] Observações em estudos evidenciaram uma possível associação entre o estresse crônico e um contínuo aumento da alta pressão sanguínea.[447] Da perspectiva médica, o estresse desempenha um pequeno papel na hipertensão, contrário à crença leiga, defendida até em alguns estudos, de que o estresse é de longe a principal causa.[447]
- Nas pessoas resfriadas, a cor do esputo ou secreção nasal pode variar de transparente a amarela a verde e não indica a classe do agente que está causando a infecção.[449][450]
- Vitamina C não previne resfriados, ainda que possa ter um efeito protetivo durante exercícios intensos no tempo frio. Se consumida diariamente, pode reduzir ligeiramente a duração e intensidade dos resfriados que surgirem, mas não tem uso nenhum após o início do resfriado.[451][452]
- Tomar banho não resseca a pele de pessoas com dermatite e pode até trazer benefícios.[453][454]
- Não há e nunca houve quaisquer programas oferecendo acesso a máquinas de diálise em troca de lacres de latas de metal.[455] Este rumor existe pelo menos desde a década de 1970 e normalmente cita a Fundação Nacional do Rim (National Kidney Foundation) como sendo a organização responsável pelo programa. A própria fundação desmentiu os rumores, observando que 80% do custo de diálise nos Estados Unidos é geralmente bancado pelo Medicare.[456] No entanto, algumas instituições de caridade, tais como a Kansas City Ronald McDonald House Charities, aceitam doações de lacres, os quais eles enviam para um centro local de reciclagem pelo seu valor de ferro-velho.[457]
- Não se usa chifre de rinoceronte em pó como afrodisíaco na medicina tradicional chinesa, meio no qual seria conhecido como Cornu Rhinoceri Asiatici (犀角, xījiǎo, "chifre de rinoceronte"). É prescrito para febres e convulsões,[458] tratamentos que não são aceitos pela medicina baseada em evidências.
- Ao contrário do que diz a crença popular, a lepra (ou hanseníase) não é uma doença autodegenerativa, ou seja, ela sozinha não é capaz de danificar partes do corpo ou fazê-las cair.[459] A lepra causa erupções cutâneas e pode degradar a cartilagem. Pode haver inflamações se a doença não for tratada. Também são comuns danos ao tecido nervoso periférico, o que pode levar a cegueira, perda do tato ou da capacidade de sentir dor, aumentando o risco e intensidade de feridas. A lepra é apenas moderadamente contagiosa e com isso presume-se que 95% dos infectados são capazes de combater a infecção naturalmente.[460] Na realidade, a hanseníase é uma das doenças menos contagiosas do mundo.[459] Tzaraat, a doença bíblica muitas vezes identificada como "lepra" e a fonte de vários mitos sobre ela, pode ter ou não ter sido a doença conhecida hoje como lepra.[461][462] O mito também deriva da descontinuidade entre a ciência e as políticas governamentais. Embora haja, na comunidade médica, um consenso de décadas de que a hanseníase é apenas moderadamente contagiosa, a doença permanece na lista de "doenças comunicáveis de importância pública" como uma das razões de saúde para inadmissibilidade no site Cidadania Americana e Serviços de Imigração, mesmo após o HIV ter sido removido em 2010.[463]
- Ferrugem não causa infecção tetânica. A bactéria Clostridium tetani é encontrada geralmente em ambientes sujos. Embora as mesmas condições que abrigam a bactéria do tétano também promovam o enferrujamento de metais, muitas pessoas associam ferrugem diretamente ao tétano. A C. tetani requer condições anóxicas para se reproduzir, as quais são encontradas nas camadas permeáveis de metal enferrujado desprotegido e que absorve oxigênio.[464]
- O resfriado é causado por germes, não pela friagem, ainda que temperaturas baixas possam enfraquecer o sistema imunológico.[465][466][467][468][469][470]
- A quarentena nunca foi um procedimento padrão para aqueles com imunodeficiência combinada grave, apesar da doença ser popularmente chamada de "síndrome do menino-bolha" (bubble boy syndrome) e retratada como tal no cinema. O transplante de medula óssea nos primeiros meses de vida é o tratamento padrão. O caso excepcional de David Vetter, que realmente viveu grande parte de sua vida isolado num ambiente estéril por só receber seu transplante aos 13 anos (e que o acabou matando por não se identificar uma doença rara), foi uma das principais inspirações do mito.[471]

### Invenções
- George Washington Carver não inventou a manteiga de amendoim, ainda que ele tenha supostamente descoberto trezentas utilidades para amendoins e outras centenas para a soja, a nogueira-pecã e a batata-doce.[472][473]
- Thomas Crapper não inventou a descarga.[474] Durante o período da civilização egeia, o palácio real dos minoicos em Cnossos, Creta tinha um "banheiro que consistia num assento de madeira, uma 'panela' de materiais terrestres e um reservatório no telhado, usado como fonte de água."[475] O precursor do banheiro moderno foi inventado pelo Sir John Harington, cortesão da era elisabetana que foi expulso da corte pois o livro que escreveu sobre o assunto zombava de pessoas importantes da época.[476] No entanto, Crapper teve um importante papel na popularidade do dispositivo e introduziu a ele várias inovações, incluindo um elemento que "prevenia o desperdício de água sem válvula", ou seja, permitia à descarga fluir efetivamente sem deixar a água correndo por muito tempo.[477] A palavra inglesa crap ("bosta") não é derivada do seu nome (ver Palavras, frases e idiomas).[478]
- Thomas Edison não inventou a lâmpada incandescente.[479] No entanto, ele desenvolveu a primeira lâmpada incandescente de uso prático em 1880 (usando um filamento de bambu carbonizado), pouco antes de Joseph Swan, que inventou uma lâmpada ainda mais eficiente em 1881 (utilizando um filamento de celulose).
- Henry Ford não inventou o automóvel ou a linha de produção. Ele aperfeiçoou consideravelmente o processo da linha de produção, em alguns casos pelo seu próprio trabalho de engenharia, mas na maioria dos casos através do patrocínio do trabalho de seus empregados.[480][481] Karl Benz (cofundador da Mercedes-Benz) é creditado pela invenção do primeiro automóvel moderno[482] e a linha de produção já existia muito antes na história.
- Al Gore nunca afirmou ter "inventado" a Internet. O que ele disse foi: "Durante meu serviço no Congresso dos Estados Unidos, eu tomei a iniciativa de criar a Internet", em referência a seu trabalho político de desenvolver a Internet para o uso público geral.[483][484] Gore foi o proponente original do High Performance Computing and Communication Act of 1991, que forneceu financiamento considerável para os centros de supercomputadores,[485] o que levou à atualização de boa parte do backbone da Internet no início da década de 1990 (que já existia), o NSFNET[486] e o desenvolvimento do Mosaic, o browser que popularizou a World Wide Web.[485]
- James Watt não inventou o motor a vapor[487] e suas ideias sobre a tecnologia não foram inspiradas pela tampa de uma chaleira aberta pela pressão de vapor.[488] Watt aperfeiçoou o motor a vapor de Newcomen, que já era sucesso comercial, nas décadas de 1760 e 1770, fazendo mudanças que seriam críticas a seu uso futuro, em especial o condensador externo, aumentando sua eficiência, e mais tarde o mecanismo que transformava movimento recíproco em movimento rotatório; consequentemente, o novo motor a vapor que ele desenvolveu mais tarde recebeu bastante atenção popular.[489]

### Ciência dos materiais
- O vidro não flui em temperatura ambiente como um líquido de alta viscosidade.[490] Embora o vidro tenha algumas das mesmas propriedades moleculares encontradas em líquidos, o vidro na temperatura ambiente é um sólido amorfo que só começa a fluir acima da temperatura de transição vítrea,[491] ainda que a natureza exata da transição do vidro seja uma questão ainda incerta para a ciência.[492] Janelas de vitrais muitas vezes são mais grossas embaixo do que em cima, fato citado por séculos como um exemplo do fluxo lento do vidro. No entanto, essa discrepância ocorre devido aos processos de fabricação de vidro de antigamente.[491][492] Essa distorção não é observada em outros objetos de vidro, tais como esculturas ou instrumentos ópticos, de idade similar ou até maior.[491][492][493]
- Diamantes, em sua maioria, não são formados a partir de carvão altamente comprimido. Mais de 99% de todos os diamantes já minerados formaram-se em condições extremas de calor e pressão abaixo de 140 kilometres (87 mi) da superfície terrestre. O carvão surgiu de plantas pré-históricas enterradas a níveis bem mais próximos da superfície e é improvável que migre abaixo de 3,2 kilometres (2,0 mi) por meio de processos geológicos comuns. A maioria dos diamantes cuja data foi estimada é mais velha que as primeiras plantas terrestres e consequentemente mais velha que o carvão. Diamantes também podem se formar a partir do carvão em zonas de subducção e em impactos de meteoroides, mas os diamantes surgidos por esses meios são raros e é mais provável que a fonte de carbono seja rochas carbonáticas e carbono orgânico em sedimentos em vez de carvão.[494][495]

### Matemática

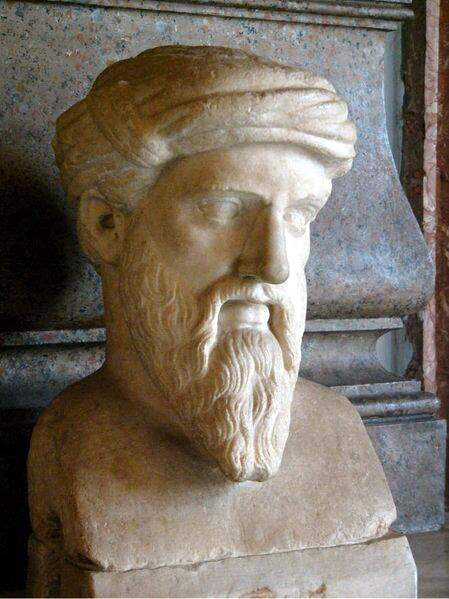
Pitágoras só foi creditado pela invenção do teorema de Pitágoras séculos após sua morte.

- Embora o filósofo grego Pitágoras seja conhecido hoje pelas suas supostas descobertas matemáticas,[497] há controvérsias entre os historiadores clássicos sobre ele realmente ter contribuído significativamente para a área.[497][498] Sabe-se que Pitágoras não foi o primeiro a descobrir o teorema de Pitágoras, pois o método já era conhecido e usado pelos babilônios cerca de mil anos antes do nascimento do grego[496][497][498] e a descoberta do teorema só foi atribuída a ele séculos após a sua morte.[496][497] O Pitágoras histórico foi provavelmente um sábio místico que propagava a doutrina da metempsicose (reencarnação).[499]
- Não há evidência de que os gregos antigos projetaram o Partenon propositalmente de acordo com a proporção áurea.[500][501] O Partenon foi completado em 438 a.C., mais de um século antes da primeira menção registrada da proporção por Euclides. Da mesma forma, o Homem Vitruviano de Leonardo da Vinci não menciona a proporção áurea em seu texto, embora descreva várias outras proporções.[502][503]
- Na matemática, a dízima periódica escrita 0,999... representa exatamente a mesma quantidade que o número um. Ainda que aparente representar um número menor, 0,999... é um símbolo para o número um da mesma maneira que .333... é a notação equivalente ao número representado pela fração 1/3.[504][505][506]

### Física

Ilustração da explicação (incorreta) de igual tempo de trânsito da sustentação do aerofólio

- A sustentação não é gerada pelo fato do ar levar o mesmo tempo para passar acima e abaixo da asa de um avião.[507] Este mito, por vezes denominado falácia do trânsito e tempo equivalentes, é comum em livros didáticos e em obras de referência não-técnicas, aparecendo até mesmo em materiais de treinamento para pilotos. Na realidade, o ar que se move no topo de um aerofólio que gera sustentação é sempre bem mais rápido do que sugere a teoria do trânsito equivalente,[507] como descrito nas explicações corretas e incorretas da força de sustentação.
- Assoprar um pedaço curvado de papel não demonstra o princípio de Bernoulli. Ainda que experimentos em sala de aula sejam muitas vezes explicados desta maneira,[508] não é possível estabelecer uma conexão entre o fluxo nos dois lados do papel usando a equação de Bernoulli, pois o ar acima e abaixo são campos de fluxo diferentes e o princípio de Bernoulli só se aplica dentro de um campo de fluxo.[509] O papel levanta pois o ar segue a curva do papel e uma linha de fluxo curvada desenvolve diferenças de pressão perpendiculares ao fluxo de ar.[510] O princípio de Bernoulli prevê que a diminuição de pressão é associada a um aumento de velocidade, ou seja, que no momento que o ar passa sobre o papel, ele adquire velocidade e se move mais rápido do que quando saiu da boca da pessoa. No entanto, isto não fica evidente na demonstração.[511]
- A força inercial de Coriolis não faz a água escoar consistentemente de bacias no sentido horário ou anti-horário dependendo do hemisfério. Este mito comum refere-se à ação de escoamento de descargas e banheiras. A rotação é determinada pela rotação menor, seja qual for, que esteja inicialmente presente no momento em que a água começa a escoar. A força inercial de Coriolis pode influenciar na direção do fluxo da água, mas apenas em raras ocasiões. A água precisa estar parada a ponto do ritmo de rotação efetivo da Terra ser mais rápido que o da água relativa ao seu recipiente, e os torques aplicados externamente (que podem ser causados pelo fluxo sobre uma superfície inferior desigual) têm de ser bem pequenos.
- Forças giroscópicas ou rastro geométrico não são necessárias para uma pessoa equilibrar uma bicicleta ou para o veículo demonstrar estabilidade própria.[512][513] Ainda que forças giroscópicas e rastro possam ser fatores contribuintes, foi comprovado que eles não são suficientes nem necessários.[512]
- A ideia de que um raio nunca cai duas vezes no mesmo lugar é uma das superstições mais antigas e famosas sobre os raios. Não há nenhuma razão que impeça um raio de atingir o mesmo local duas ou mais vezes. Uma tempestade com raios em uma determinada área provavelmente atingirá os objetos e locais mais prominentes e condutivos. Por exemplo, o Empire State Building em Nova Iorque é atingido por raios cerca de 100 vezes por ano.[514][515]
- Se um pêni cair do Empire State Building, ele não será capaz de matar uma pessoa ou rachar a calçada, ainda que possa causar ferimentos.[516]
- Usar a configuração reversiva de um termostato programável para limitar o aquecimento ou esfriamento num prédio temporariamente desocupado não gasta a mesma quantidade de energia que se gastaria ao manter a temperatura constante. Usar tal configuração economiza energia (de 5 a 15%) pois a propagação térmica pela superfície do prédio é mais ou menos proporcional à diferença de temperatura entre seu interior e exterior.[517][518]

### Psicologia
- A dislexia não é um transtorno cognitivo caracterizado pela inversão de letras ou palavras ou escrita especular. É um transtorno cujos portadores, que têm inteligência normal, possuem dificuldades para soletrar e escrever palavras, ler rápido, pronunciar o que foi lido e entender o que está sendo lido. Ainda que alguns disléxicos tenham problemas com inversão de letras, este não é um sintoma determinante. Ele pode ser característico em alguns casos de dislexia, mas a dislexia não é diagnosticada com base nele.[519][520]
- Não há evidência científica da existência de memória "fotográfica" em adultos (a habilidade de relembrar imagens com precisão similar à de uma câmera),[521] mas algumas crianças pequenas possuem memória eidética.[522] Muitas pessoas já afirmaram ter memórisa fotográficas, mas comprovou-se que elas tinham boa memória em decorrência do uso de métodos mnemônicos, e não capacidade natural de codificar memórias detalhadamente.[523] Há também casos raros de pessoas com memória excepcional, mas nem mesmo estes podem ser comparados à capacidade de uma câmera.
- Esquizofrenia não é um transtorno de personalidade múltipla ou dividida. A esta outra condição dá-se o nome de transtorno dissociativo de identidade.[524] O termo "esquizofrenia" foi cunhado a partir das raízes gregas schizein ("dividir") e phrēn ("mente"), em referência à "divisão de funções mentais" observada na doença e não à divisão de personalidade.[525]
- Todos os seres humanos aprendem essencialmente da mesma maneira.[526] Não há evidência de que as pessoas tenham diferentes estilos de aprendizagem,[526] ou que adaptar estilos de ensino aos supostos estilos de aprendizagem melhora a retenção de informação.[527]
- O paradoxo das amizades é um fenômeno, observado pela primeira vez pelo sociólogo Scott L. Feld em 1991, em que a maioria das pessoas têm, em média, menos amigos do que os seus amigos.[528] Ele pode ser explicado como uma forma de amostra polarizada em que as pessoas com mais amigos têm maiores chances de serem observadas entre os amigos de alguém. Contrariamente a essa observação, a maioria das pessoas acredita ter mais amigos do que os seus amigos.[529]
- Uma crença comum a respeito da automutilação é que ela é um comportamento para se conseguir atenção; em muitos casos, essa constatação é equivocada. Muitas pessoas que se automutilam têm total consciência das suas feridas e cicatrizes, se sentem culpadas por este comportamento e não hesitam em escondê-lo dos outros.[530] Muitas vezes, eles dão explicações alternativas para as feridas ou as escondem com roupas.[531][532]

### Transportes
- O resíduo dos banheiros de um avião jamais é ejetado intencionalmente. Todo o resíduo é coletado por tanques e depositado em veículos próprios para coletá-los.[533] O gelo azul é causado por um vazamento acidental do tanque de resíduos. Trens de passageiros antigos, no entanto, realmente ejetavam o resíduo nos trilhos; os trens modernos possuem tanques de retenção a bordo e não se desfazem do resíduo dessa maneira.
- Baterias automotivas armazenadas num chão de concreto não descarregam mais rápido do que em outras superfícies,[534] apesar da preocupação por parte de muitos americanos de que o concreto prejudica as baterias.[535] É possível que baterias antigas fossem suscetíveis à umidade do chão devido a vazamentos nos seus estojos porosos, mas as baterias chumbo-ácido, disponíveis já há bastante tempo, possuem estojos impermeáveis feitos de polipropileno.[536] Embora as baterias automotivas modernas, em sua maioria, sejam seladas e não vazem ácido de bateria desde que adequadamente armazenadas e mantidas,[537][538] o acido sulfúrico vazado em baterias chumbo-ácido convencionais do tipo "inundadas" pode manchar, cauterizar ou corroer superfícies de concreto.[539][540]